# Ny Carlsberg Glyptotek
Ny Carlsberg Glyptotek – muzeum sztuki w Kopenhadze poświęcone kulturze starożytnej basenu Morza Śródziemnego oraz XIX-wiecznej sztuce francuskiej i duńskiej. Założone w 1882 przez znanego duńskiego browarnika, kolekcjonera i mecenasa sztuki, Carla Jacobsena jako dar dla społeczeństwa.

## Historia
Założyciel muzeum, Carl Jacobsen (1842–1914), syn browarnika J.C. Jacobsena, założyciela browaru Carlsberg, był również znanym browarnikiem, a także mecenasem i kolekcjonerem sztuki. Zbierał rzeźby z różnych okresów, ale przede wszystkim grecko-rzymskie rzeźby z marmuru oraz współczesne mu rzeźby francuskie i duńskie. Z dziełami artystów francuskich zapoznawał się podczas zwiedzania corocznych wystaw w Paryżu. W 1878 zakupił pierwsze dzieło do swej kolekcji – „La Musique” dłuta Eugène’a Delaplanche'a. W 1879 kupił pierwszą rzeźbę antyczną.
W 1882 roku miał już zgromadzonych tyle rzeźb, że postanowił udostępnić swoją kolekcję dla publiczności. Urządził galerię we własnym domu nazywając ją Glyptotheket på Ny Carlsberg. Kolekcja szybko rosła, a w 1887 rozpoczął się złoty wiek dla Jacobsena. Nawiązał on kontakt z niemieckim archeologiem Wolfgangiem Helbigiem, który w ciągu następnych 25 lat pracował jako jego przedstawiciel w Rzymie pośrednicząc przy zakupie antyków. Jednocześnie Jacobsen sam kontynuował zakupy dzieł sztuki w Paryżu zamawiając je bezpośrednio u francuskich artystów.
W młodości Jacobsen interesował się również malarstwem, a zwłaszcza pracami mistrzów włoskiego renesansu i baroku, z którymi zapoznał się podczas swych licznych podróży po Europie. W jego zbiorach znalazły się też rysunki artystów duńskich i zagranicznych oraz znacząca kolekcja medali i plakiet. Podczas wycieczki do Aten w 1887 zakupił tysiące prehistorycznych kamiennych narzędzi. W podeszłym wieku zafascynował się sztuką azjatycką. Zgromadził niewielką kolekcję rzeźb z drewna i brązu, pochodzących z Chin, Japonii i Jawy. Zakupił też wiele gipsowych odlewów rzeźb antycznych znanych z innych muzeów. Ich galerię urządzono w piwnicy. W 1896, gdy została otwarta Narodowa Galeria Sztuki, Carl Jacobsen został jej dyrektorem.
W 1879 roku założył fundację Albertina, od imienia rzeźbiarza Bertela (Alberto) Thorvaldsena, dzięki której sfinansował wystawienie brązowych kopii antycznych rzeźb w innych miejscach, jak Ørstedparken. W 1909 roku zainicjował i pokrył koszty rekonstrukcji iglicy na kościele św. Mikołaja, który został spalony w 1795. W ostatnich latach życia podjął starania o rekonstrukcję iglicy na kopenhaskim kościele Marii Panny, zakończone jednak niepowodzeniem. W 1913 sfinansował budowę posągu Małej Syrenki dłuta Edvarda Eriksena, ustawionego na nabrzeżu Langelinie w Kopenhadze.

## Architektura

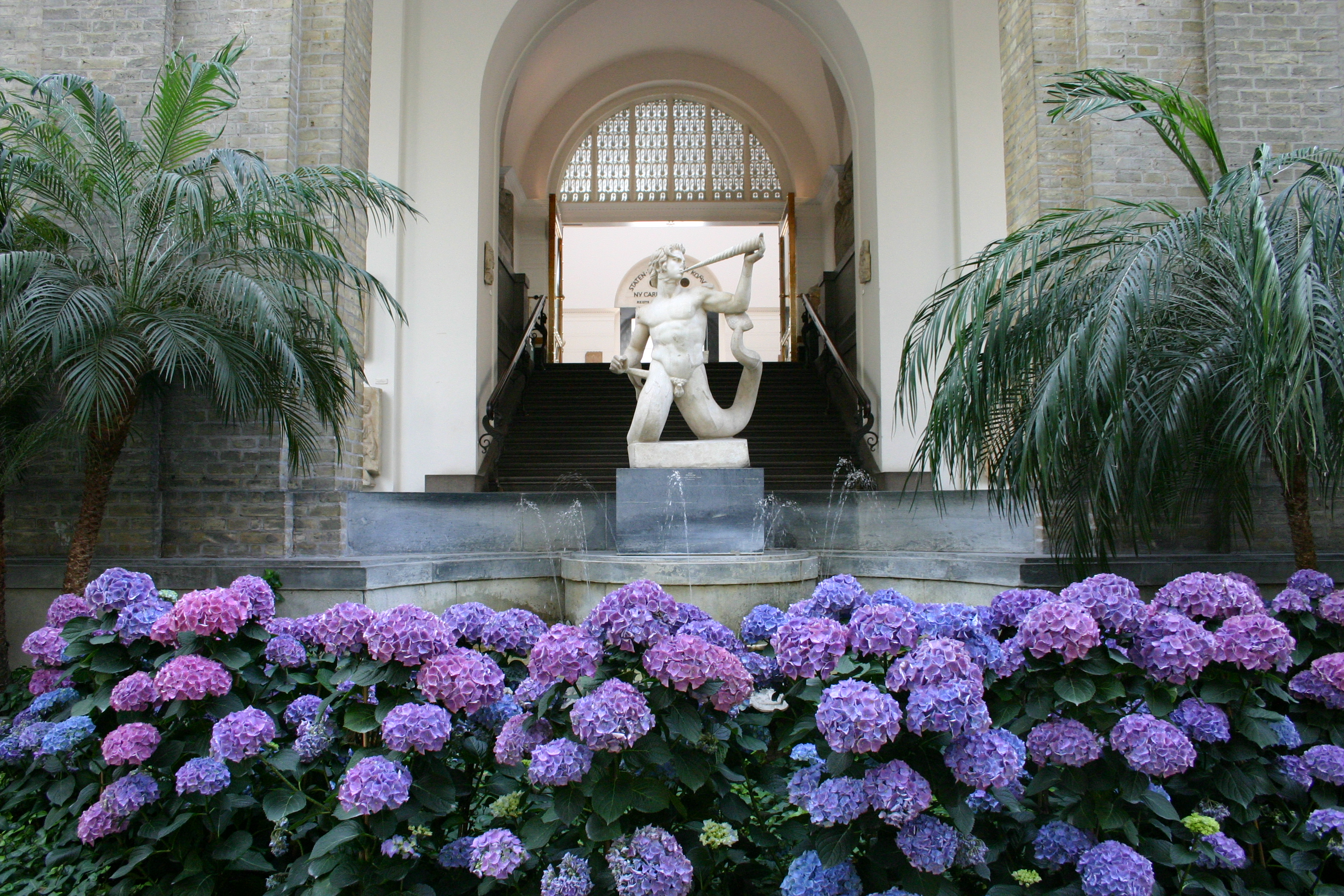
Ogród zimowy

Zbiory sztuki duńskiej i francuskiej znajdują się w budynku zaprojektowanym przez Vilhelma Dahlerupa, natomiast kolekcja antyków w budynku autorstwa Hacka Kampmanna.
Vilhelm Dahlerup został wybrany przez Carla Jacobsena jako projektant pierwszego budynku muzeum. Jego konstrukcja, oddana do użytku w 1897, to trzyskrzydłowe założenie z czerwonej cegły utrzymane w stylu historyzującym, inspirowane weneckim renesansem. Wnętrze budowli zdobią malowane sufity, biegnące wzdłuż ścian fryzy i reliefy, mozaikowe posadzki i marmurowe kolumny.
Po kilku latach Jacobsen postanowił wybudować drugi gmach dla kolekcji antyków. Budynek zaprojektował architekt Hack Kampmann. Jest to czteroskrzydłowe założenie wokół centralnej hali z kolumnadą, utrzymane w klasycyzującym stylu, z fasadą południową w formie schodkowej piramidy. Pomiędzy tymi dwoma budynkami Dahlerup zaprojektował duży ogród zimowy zwieńczony szklaną kopułą. Nowe założenie oddano do użytku w 1906.
W 1996 oddano do użytku trzeci budynek zaprojektowany przez architekta Henninga Larsena, mieszczący kolekcję francuskich obrazów.

## Zbiory
Na kolekcję Ny Carlsberg Glyptotek składają się dzieła sztuki należące do kultur basenu Morza Śródziemnego: Mezopotamii, starożytnego Egiptu, Grecji, Etrurii, Rzymu oraz XIX-wieczna sztuka francuska i duńska.

### Sztuka antyczna

#### Sztuka starożytnego Egiptu
Starożytni Egipcjanie byli wybitnymi twórcami – nauczycielami Greków i Rzymian, którzy przekazali ich dziedzictwo Europie. Charakterystyczne dla sztuki starożytnego Egiptu są mumie. Ich powstanie związane jest z wiarą Egipcjan, iż ciało jest wieczną siedzibą duszy. Ciała zmarłych były preparowane w specjalny sposób przed złożeniem ich do grobowca. Z wierzeniami związana jest też sztuka pochówku, którą reprezentuje grobowiec zamożnego Egipcjanina z figurkami pochodzącymi z IV tysiąclecia p.n.e., odkrytymi w 1921 w grobowcu Gemniemhata, na północ od piramidy Tetiego w Sakkarze. Reprezentowane są też rzeźby i płaskorzeźby licznych staroegipskich bogów i bóstw, przedstawianych jako ludzie, zwierzęta lub ludzie ze zwierzęcymi głowami. Najważniejszym bogiem egipskim był Re, przedstawiany jako sokół lub człowiek z głową sokoła.

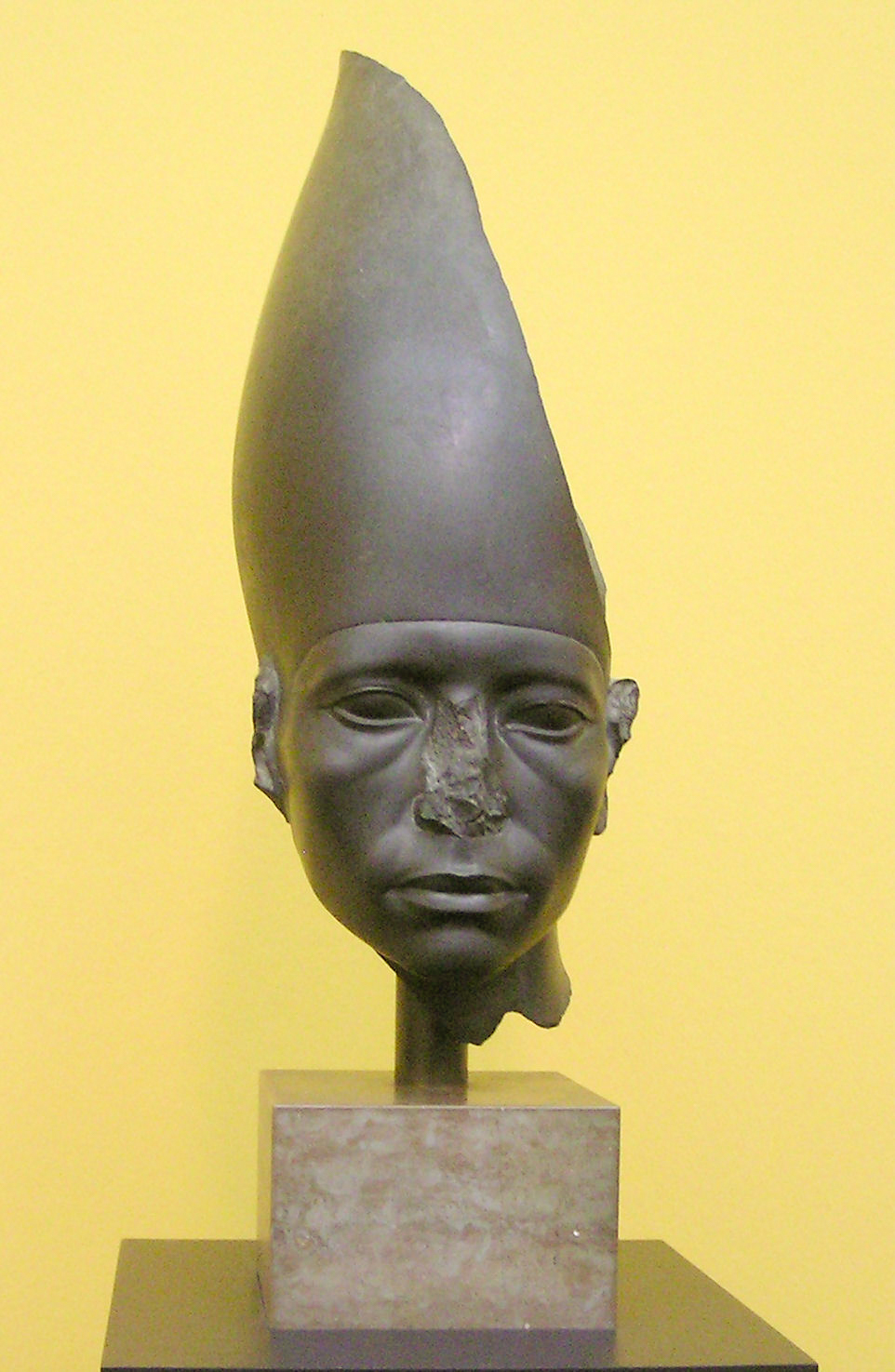
Głowa faraona Amenemhata III, 1842–1795 r. p.n.e; jeden z najstarszych portretów na świecie
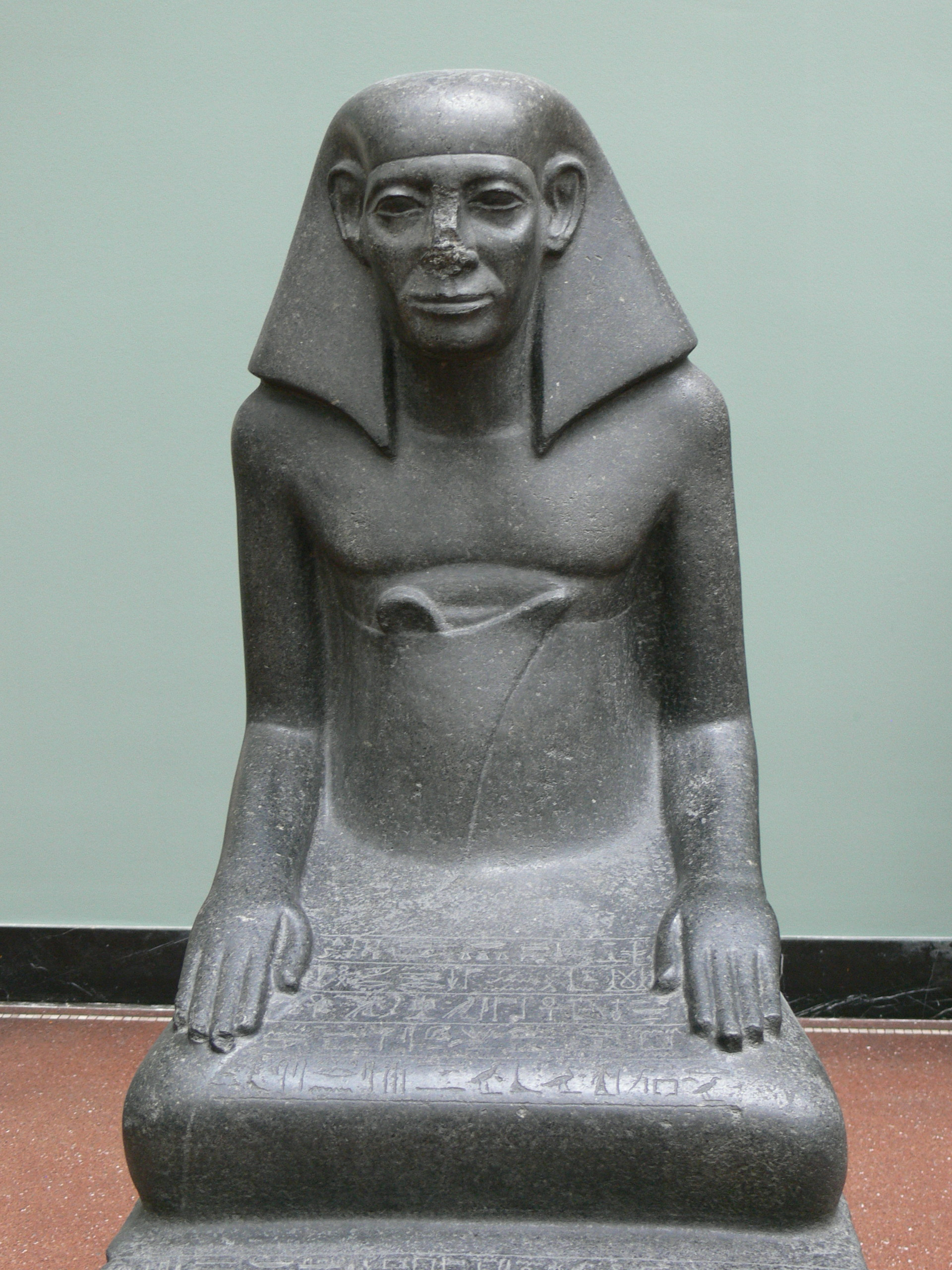
Statua kanclerza królewskiego, XIII dynastia, 1700 r.p.n.e., pochodząca ze świątyni Amona w Karnaku
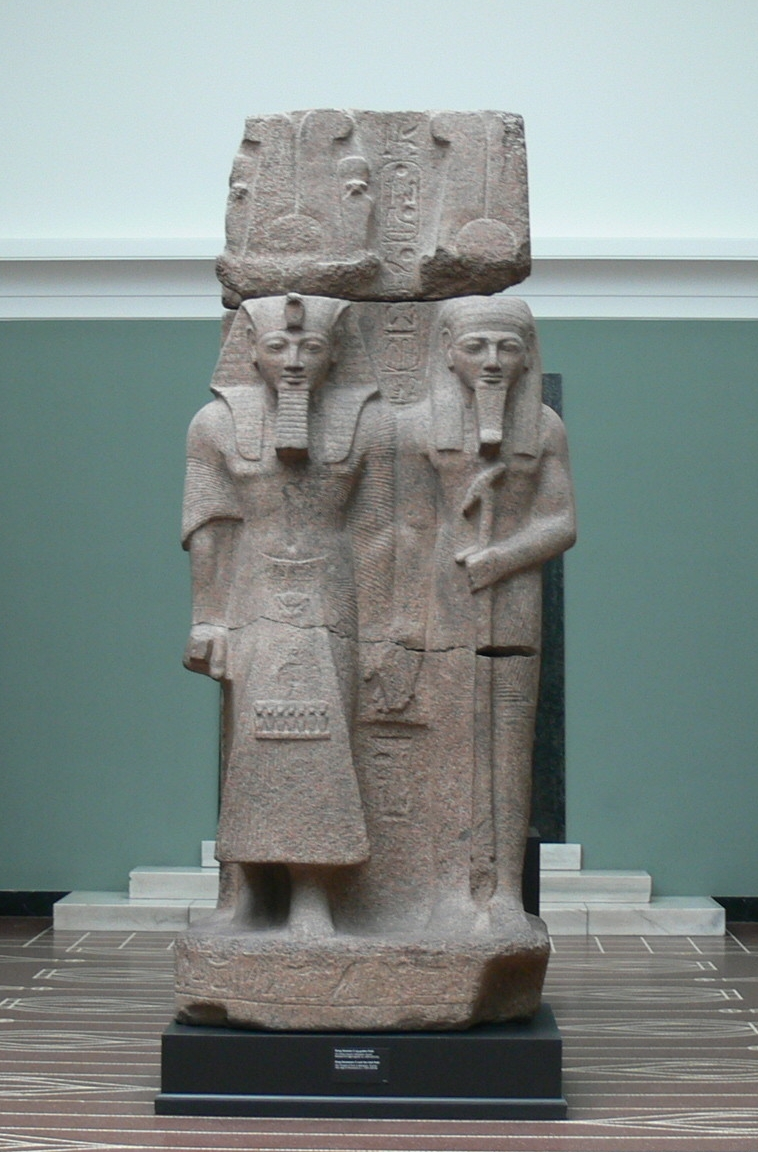
Statuetka Ramzesa II i Ptah, 1290–1224 r. p.n.e
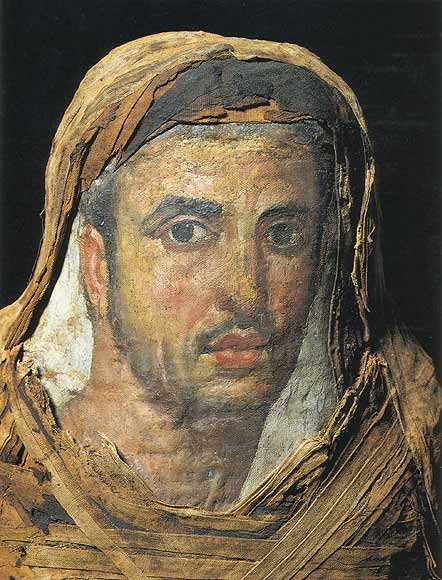
Portret mumii Rzymianina, I w n.e

#### Sztuka etruska
Ojczyzną Etrusków był region położony pomiędzy rzekami Arno a Tybrem, zamieszkany przez nich między 900 a 400 r. p.n.e. Etruskowie prowadzili handel wymienny z Bliskim Wschodem i Grecją. Kontakty te spowodowały stopniową ewolucję ich pastersko-chłopskiej kultury. Dzięki wymianie i dziełom wędrownych rzemieślników kultura Etrusków wzbogaciła się o elementy kultury zarówno bliskowschodniej jak i greckiej. Po roku 400 p.n.e. terytorium Etrusków było stopniowo wchłaniane przez sąsiada z południa – Imperium Rzymskie, a język Imperium, łacina, rozprzestrzenił się po całym półwyspie Apenińskim. Język Etrusków wymarł, ale wiele z ich tradycji przeszło do kultury rzymskiej. Było to szczególnie widoczne w przypadku uroczystości religijnych, które były częścią kultu przodków, czy rytuałach związanych z kultami bogów.

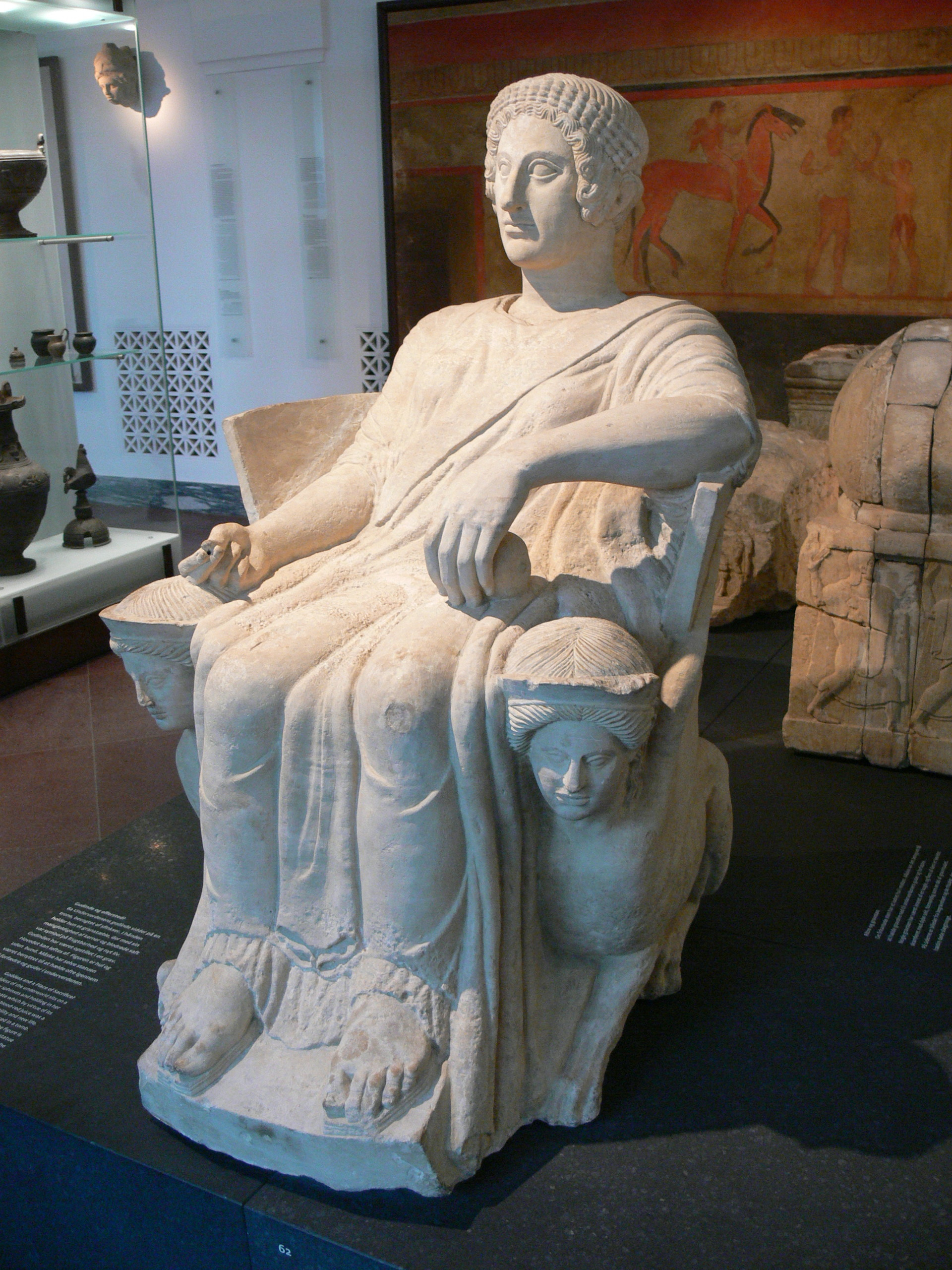
Etruska bogini świata podziemnego
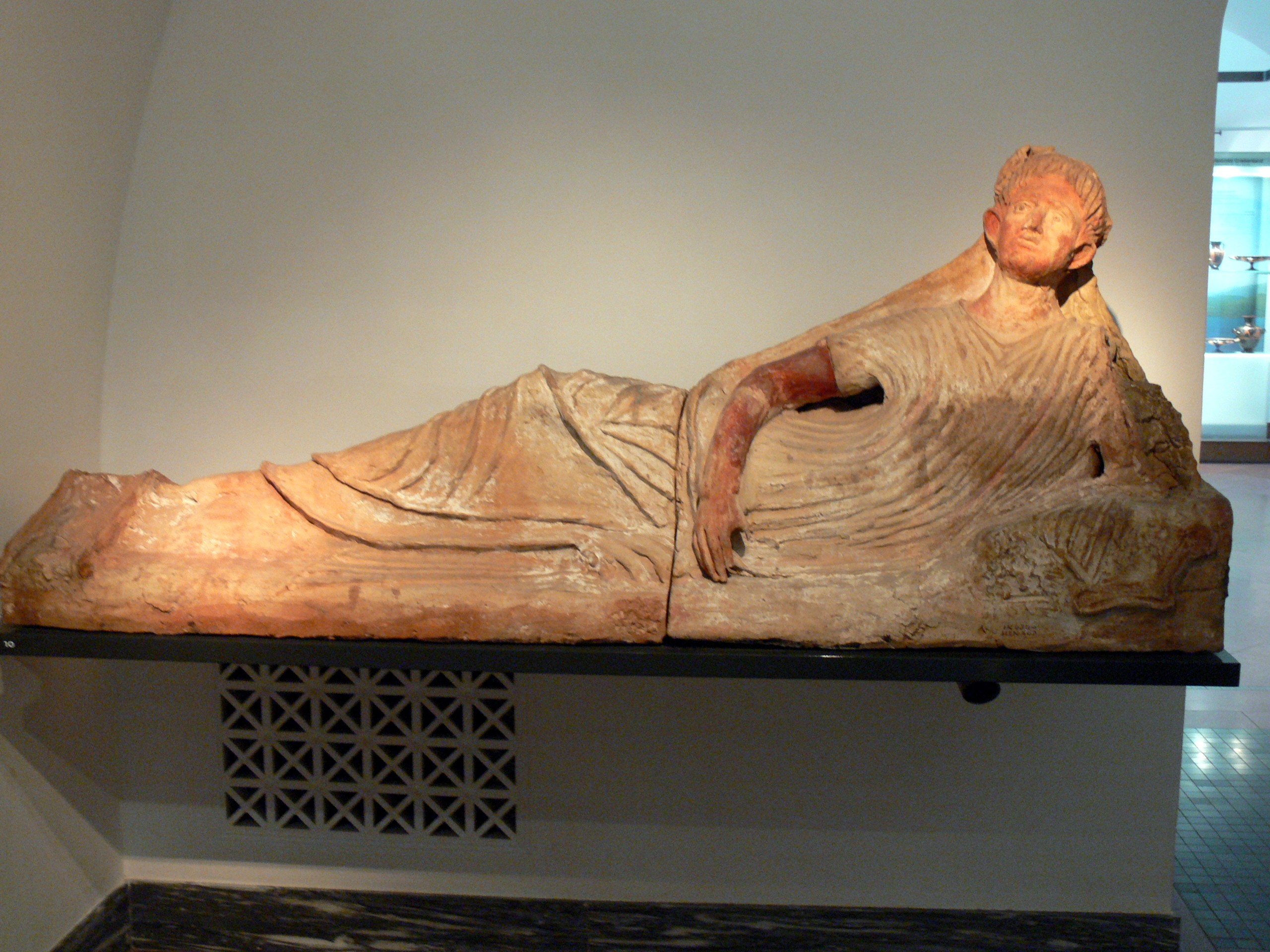
Sarkofag
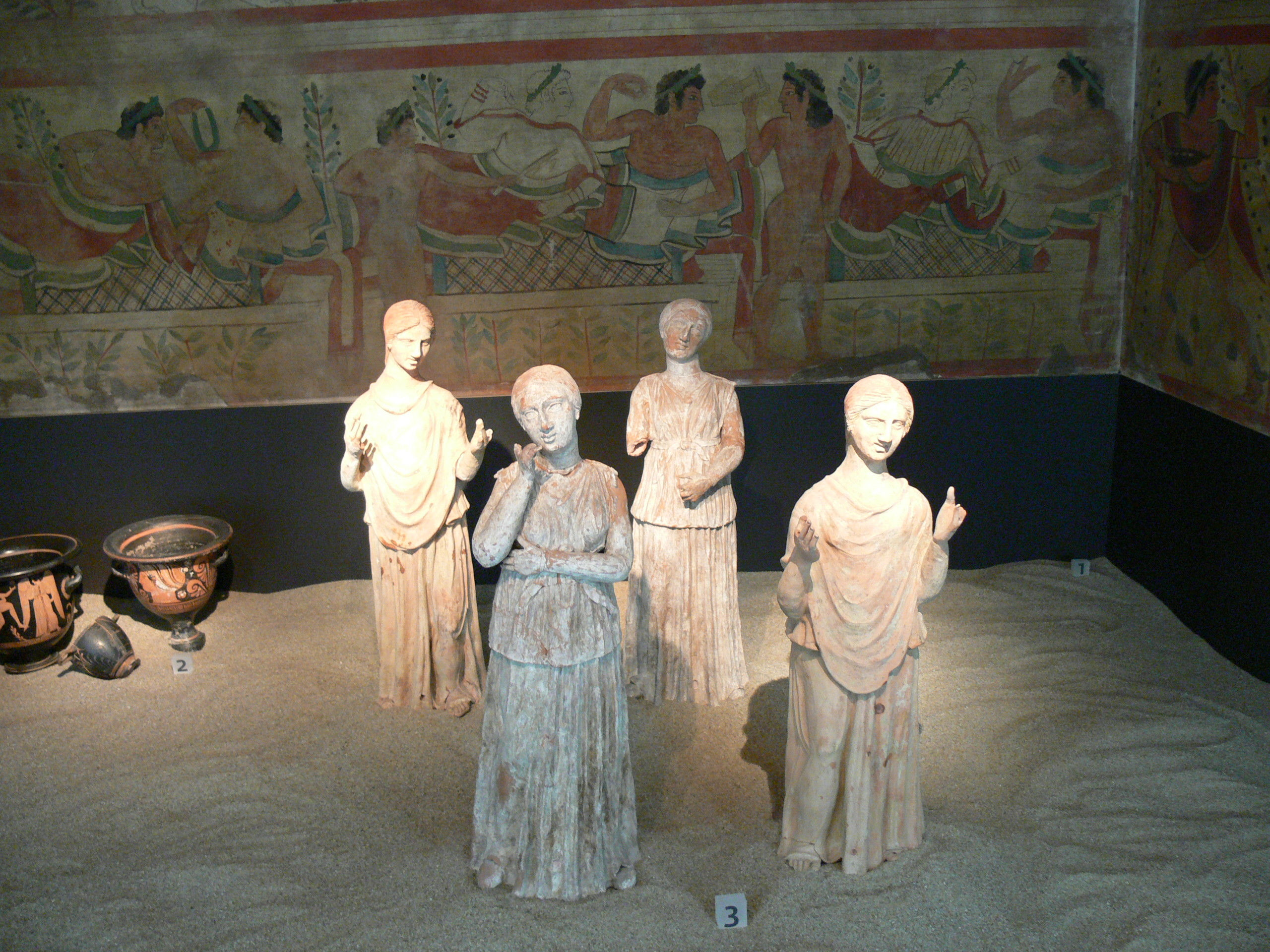
Grobowiec (rekonstrukcja)
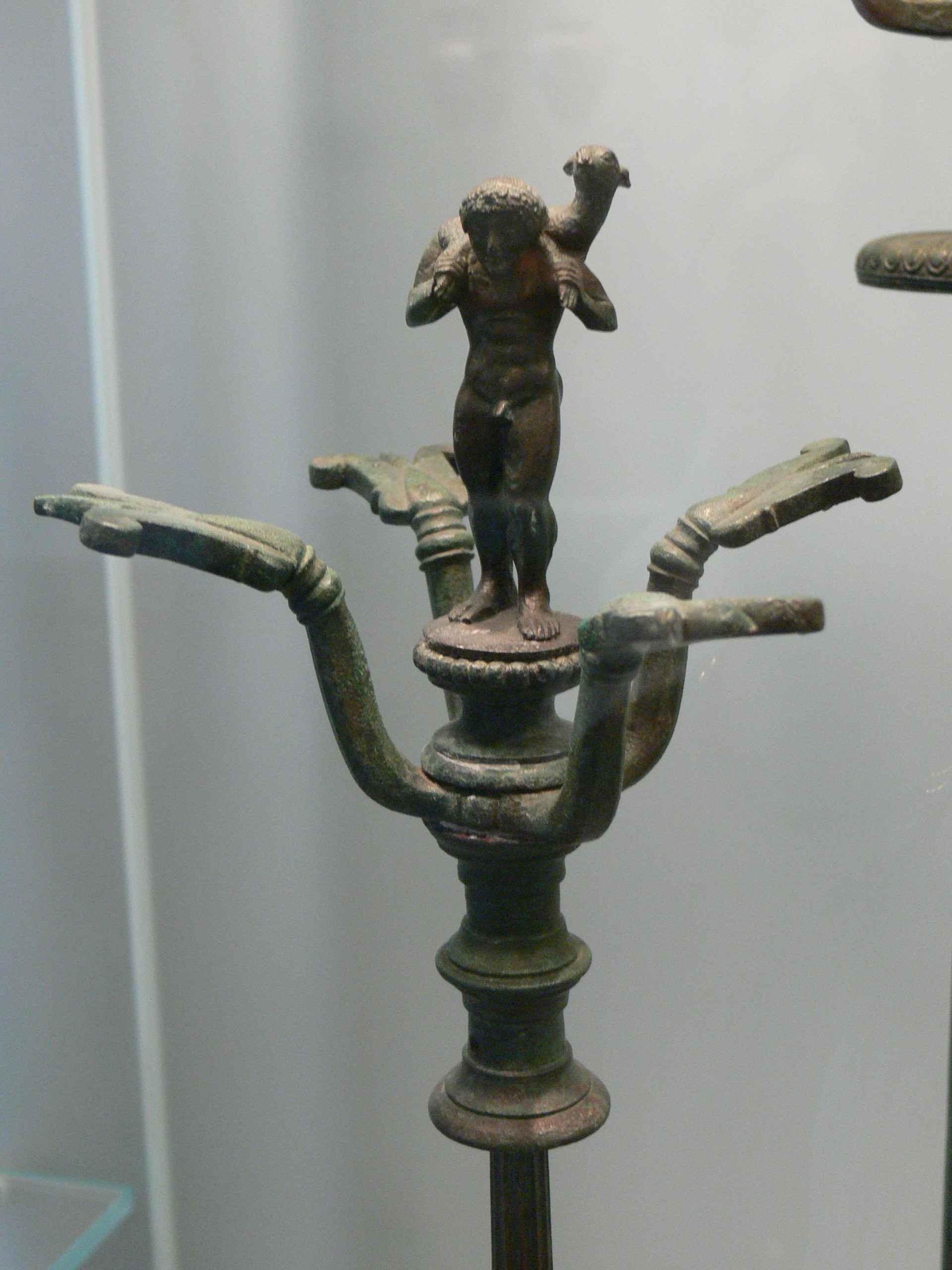
Świecznik z posążkiem dobrego pasterza

#### Starożytna sztuka grecka i rzymska
Kolekcja rzeźby starożytnej z marmuru pochodzi z okresu między 600 r. p.n.e. a 500 r. n.e. Powstanie swe zawdzięcza zainteresowaniom Carla Jacobsena ludzkim ciałem, które jego zdaniem znalazło swój najlepszy wyraz artystyczny w rzeźbie antycznej.

##### Sztuka pochówków w starożytnej Grecji
W 500 r. p.n.e. groby w Grecji były chronione przez marmurowe posągi lwów, byków i sfinksów. Czasami były one umieszczone parami. Groby młodych mężczyzn, wyróżniających się w walce lub w rozgrywkach były wieńczone posągami nagich młodzieńców. Zachowała się duża liczba reliefów nagrobnych z najbardziej znanej nekropolii w Kerameikos, położonej tuż za murami Aten (430–317 p.n.e.). Ukazują one zmarłych i ich rodziny, często są opatrzone napisem podającym imię zmarłego. Różna jest jakość artystyczna tych reliefów – od doskonałej do miernej, co świadczy, iż w tym okresie nawet zwykły człowiek mógł sobie na nie pozwolić. Innym rodzajem zwieńczenia nagrobka był marmurowy wazon. W 317 p.n.e. wprowadzono w Atenach zakaz luksusowego zdobienia nagrobków, wskutek czego marmurowe, nagrobne rzeźby zanikły.

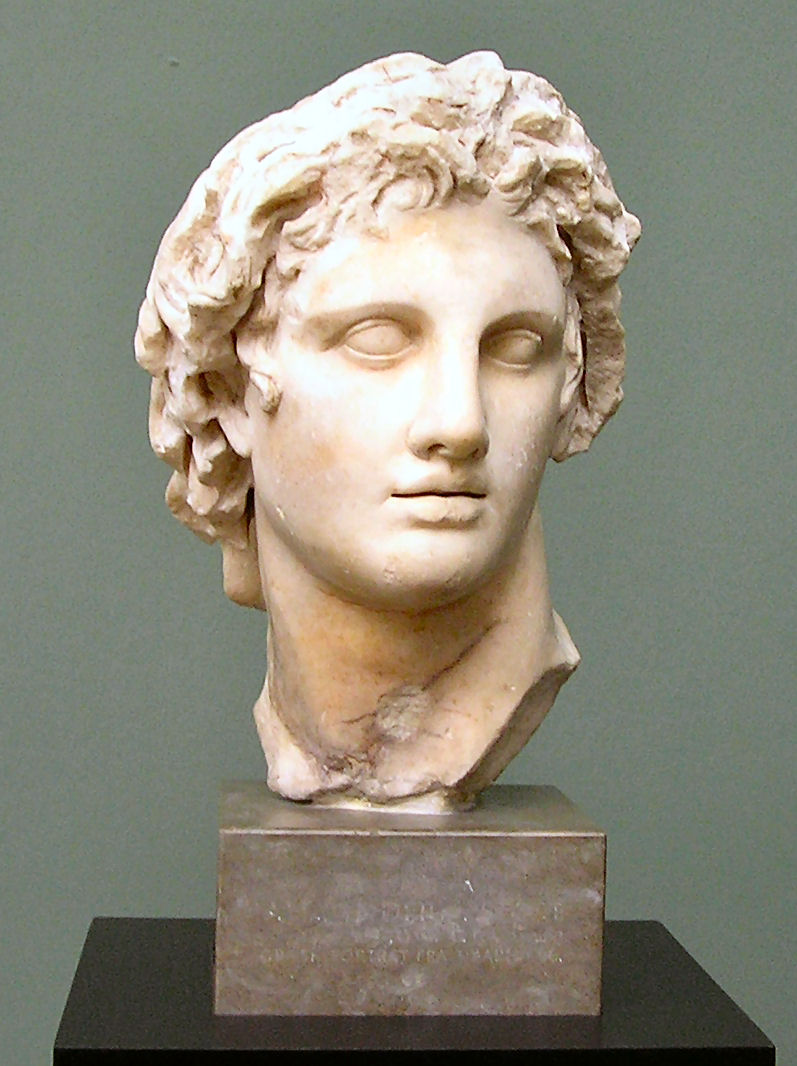
Głowa Aleksandra Wielkiego
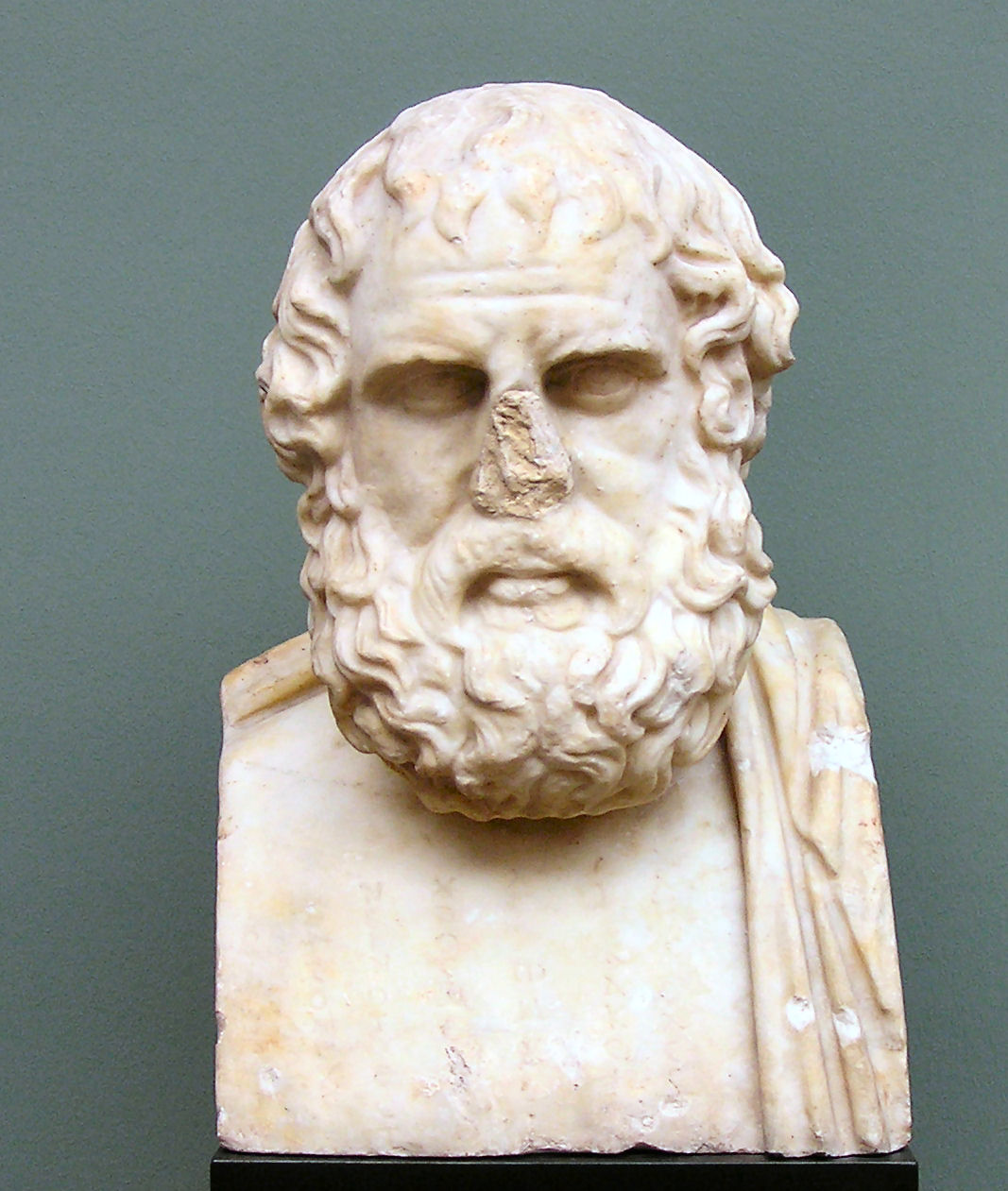
Głowa Euripidesa
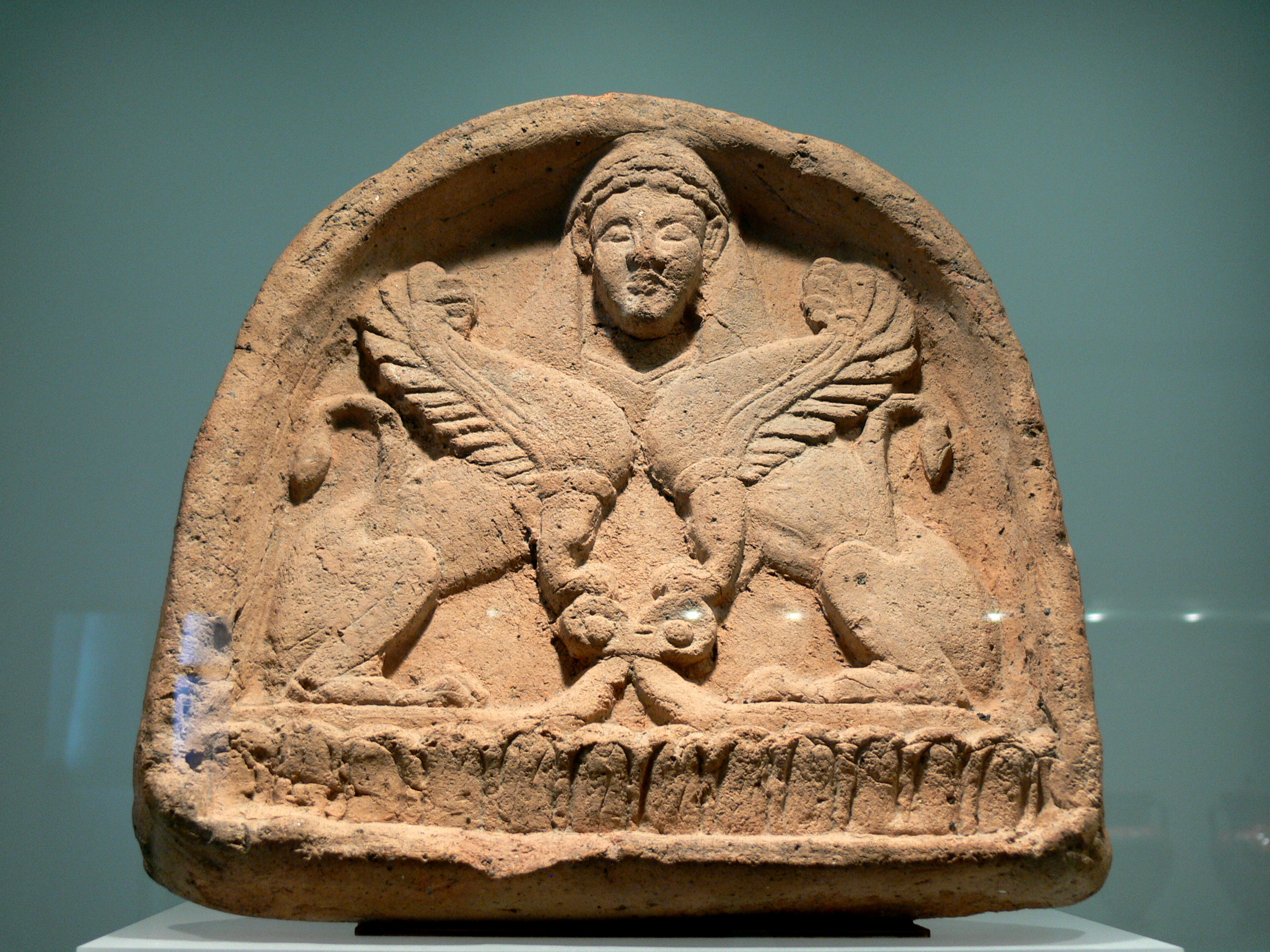
Relief wyobrażający Sfinksa
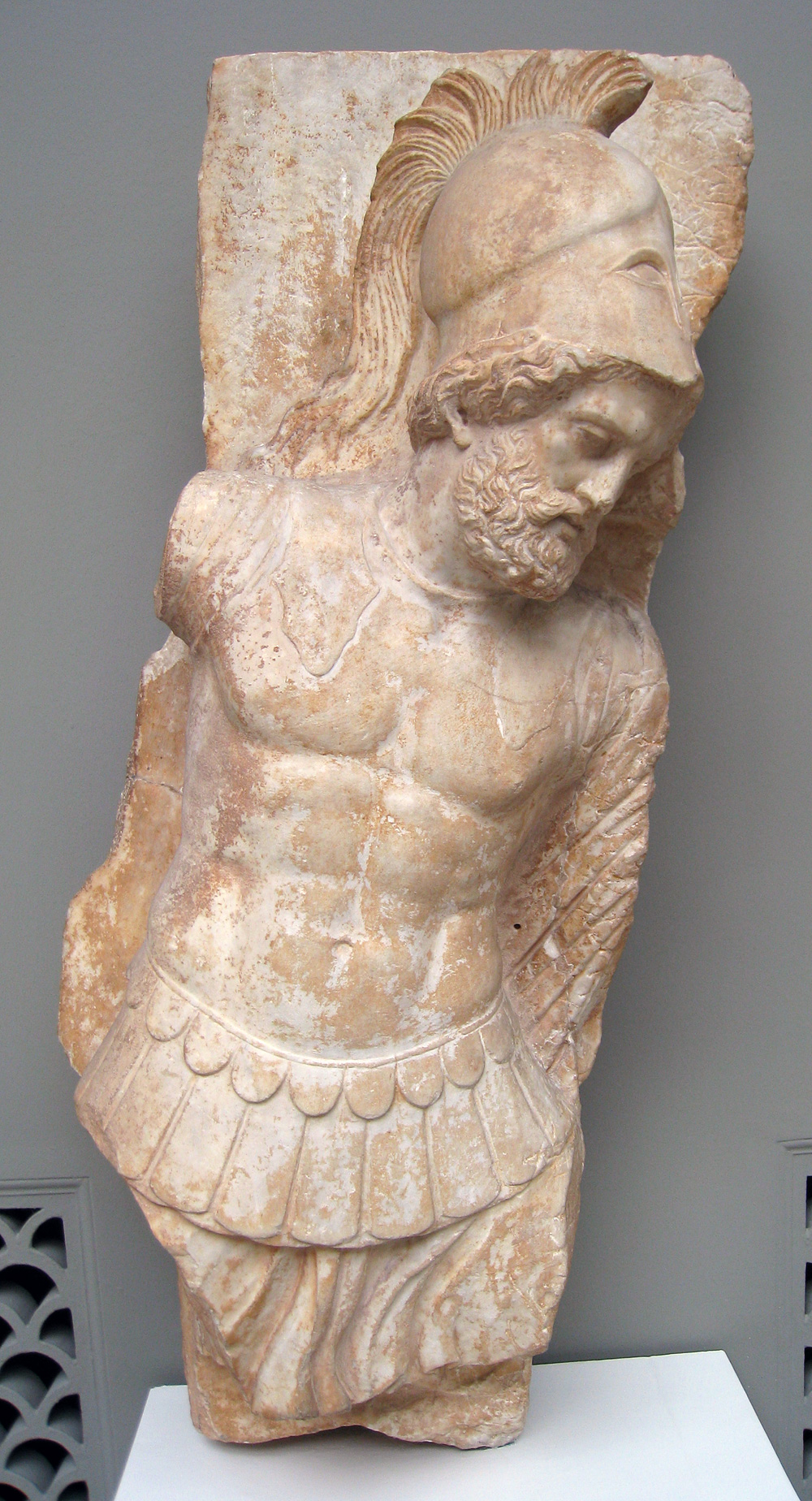
Fragment nagrobka – relief przedstawiający hoplitę

##### Rzeźba rzymska
Zbiory tego działu ukazują rzeźby pochodzące z willi bogatych Rzymian i cesarzy, np. z willi Hadriana, położonej niedaleko od Rzymu. Wille były budowane poza miastem i używane jako domy letniskowe. Duża ich liczba powstała wokół Zatoki Neapolitańskiej. Wille były zazwyczaj dekorowane posągami bóstw.

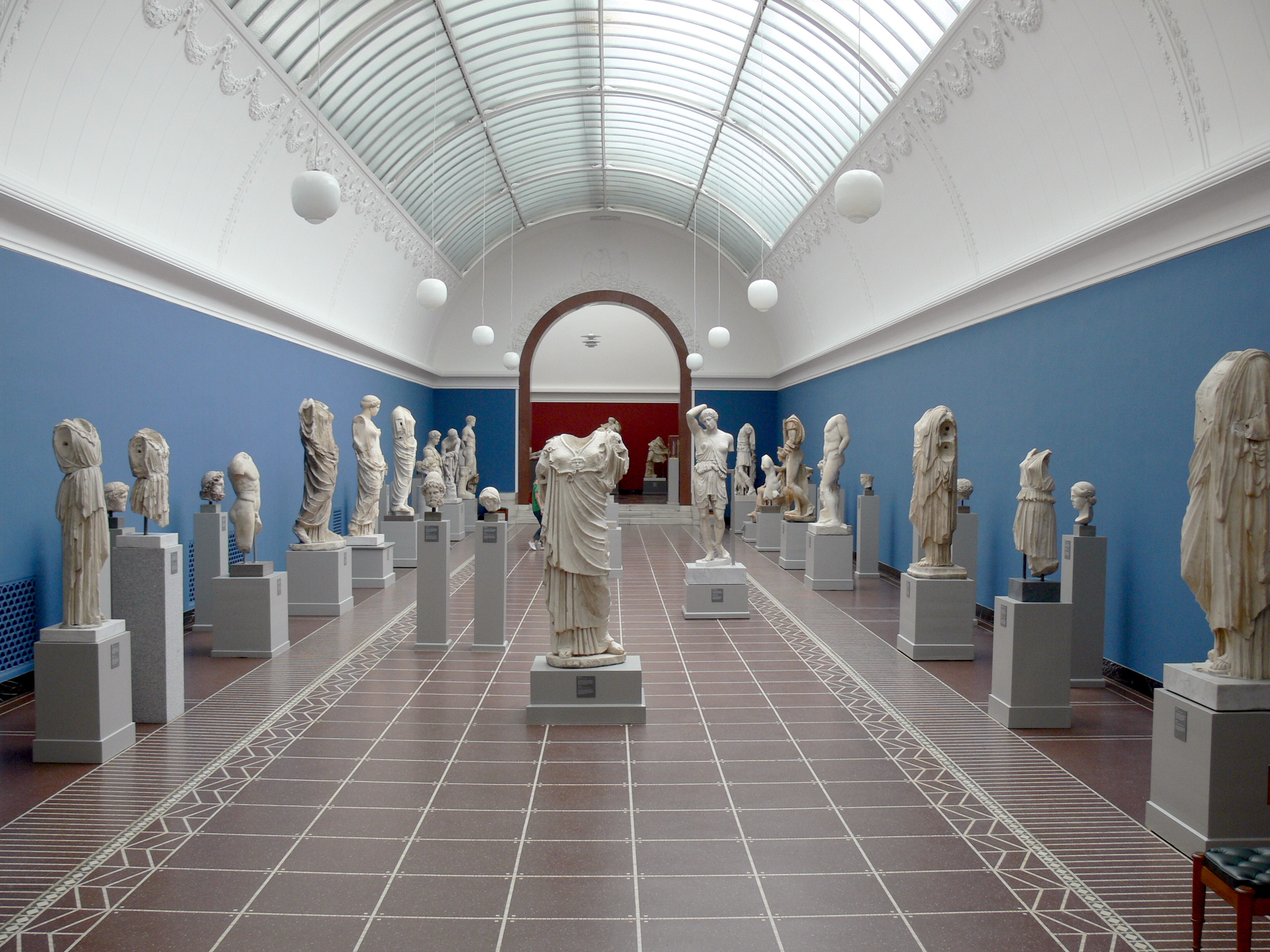
Widok ogólny galerii z rzeźbą antyczną
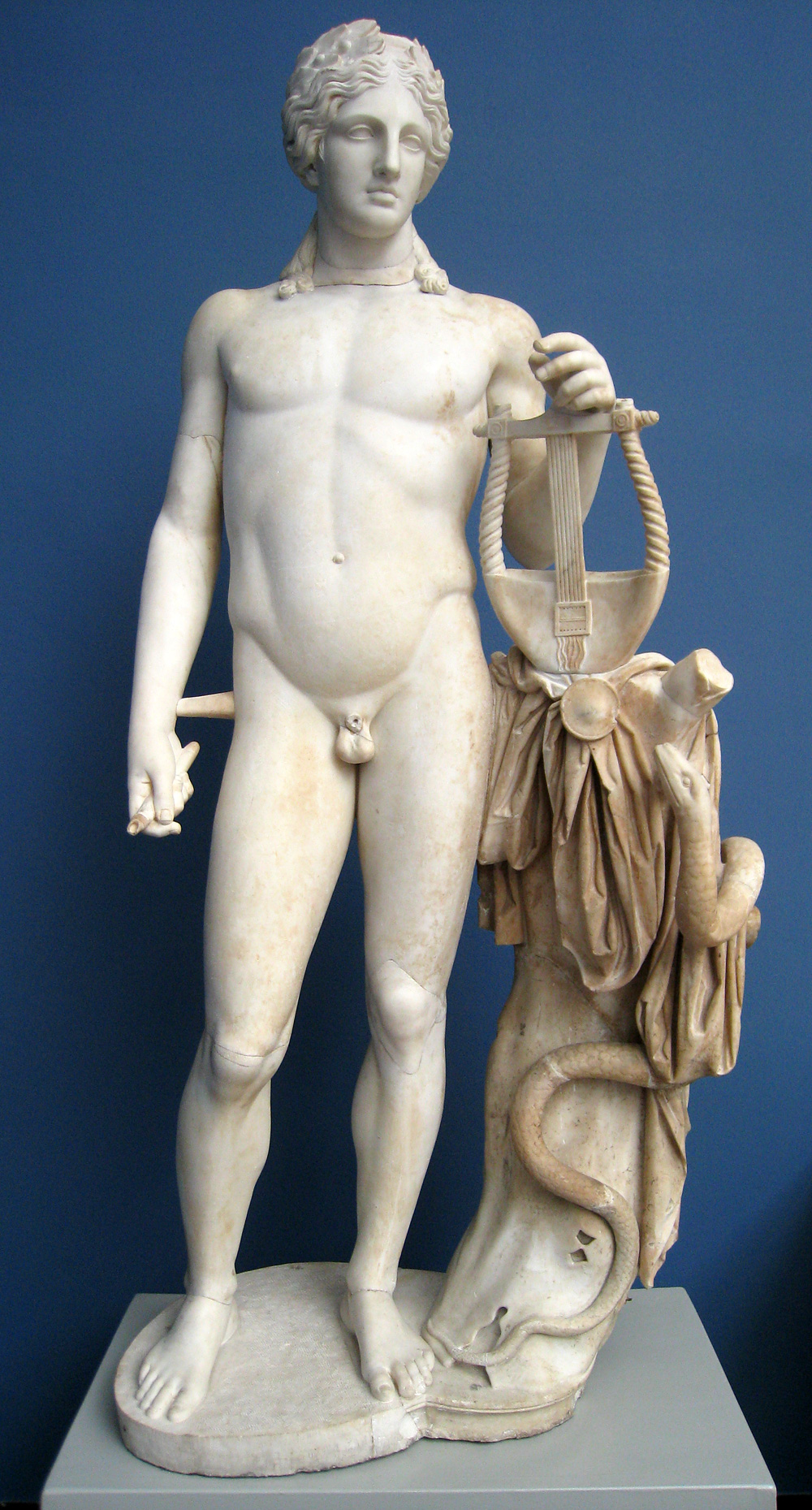
Posąg Apollo
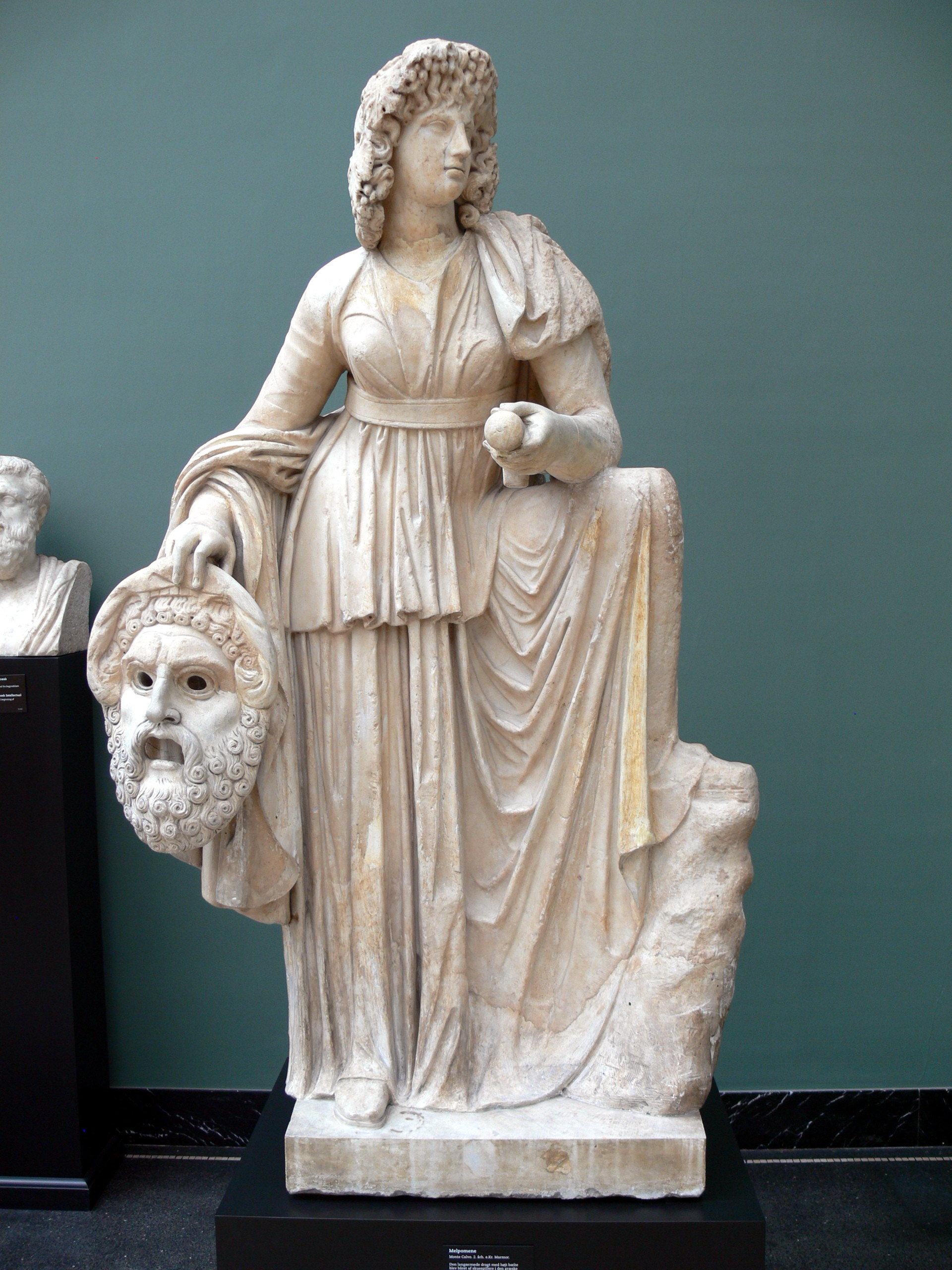
Posąg Melpomeny
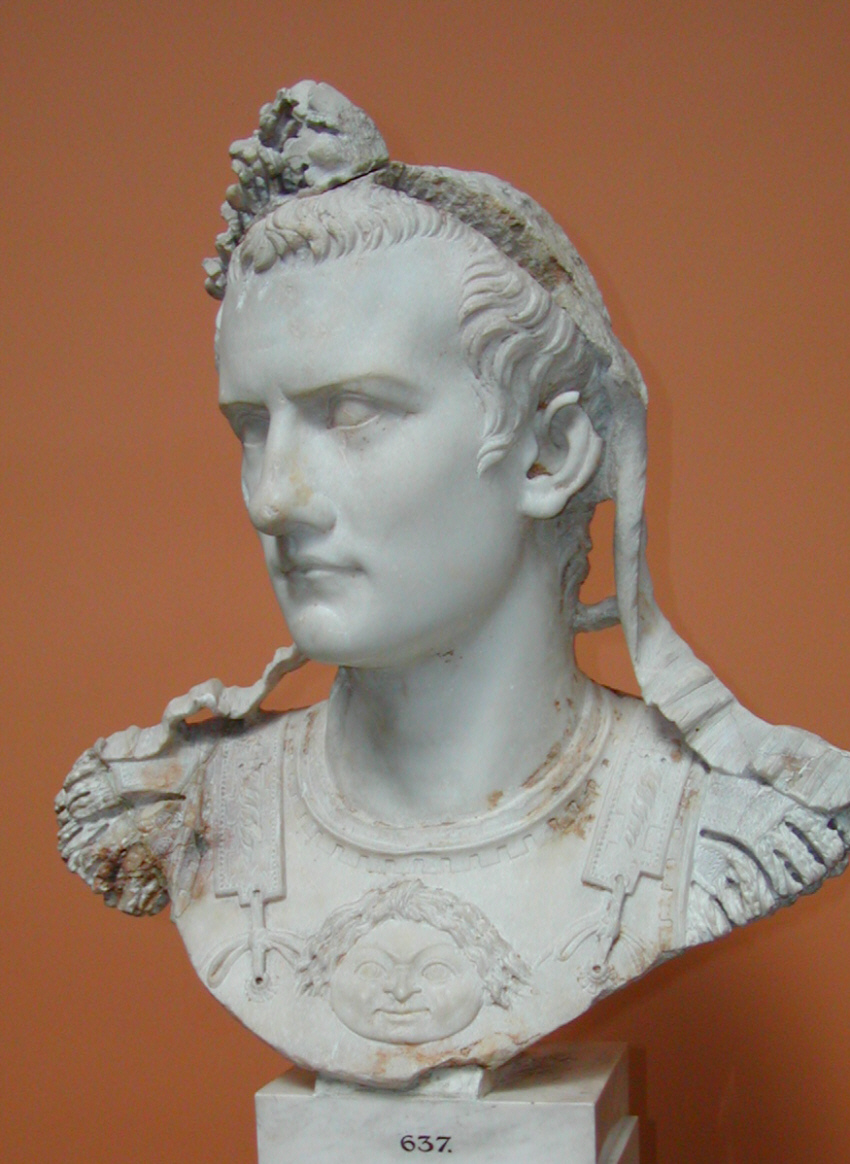
Głowa cesarza Kaliguli

##### Palmyra
Miasto Palmyra, położone w żyznej oazie na Pustyni Syryjskiej było w pierwszych wiekach naszej ery bogatym ośrodkiem handlu pomiędzy Wschodem a Imperium Rzymskim. Stąd prowadziły drogi m.in. do Indii i na Daleki Wschód (Jedwabny Szlak). Handel obejmował takie towary, jak: szlachetne drewno i klejnoty, przyprawy, barwniki, chiński jedwab i arabskie kadzidła. Dzięki bogactwu w mieście powstało wiele budynków mieszkalnych, sklepów, świątyń i dużych cmentarzy.
Bogata kolekcja dzieł sztuki z Palmyry, ok. 100 – jedna z największych poza Syrią – składa się głównie z popiersi nagrobnych, nabytych ok. 1900 roku przez Carla Jacobsena dzięki pośrednictwu Juliusa Løytveda, duńskiego konsula w Bejrucie. Popiersia te wieńczyły kamienie nagrobne, zamykające wejście do wnętrza grobowca.

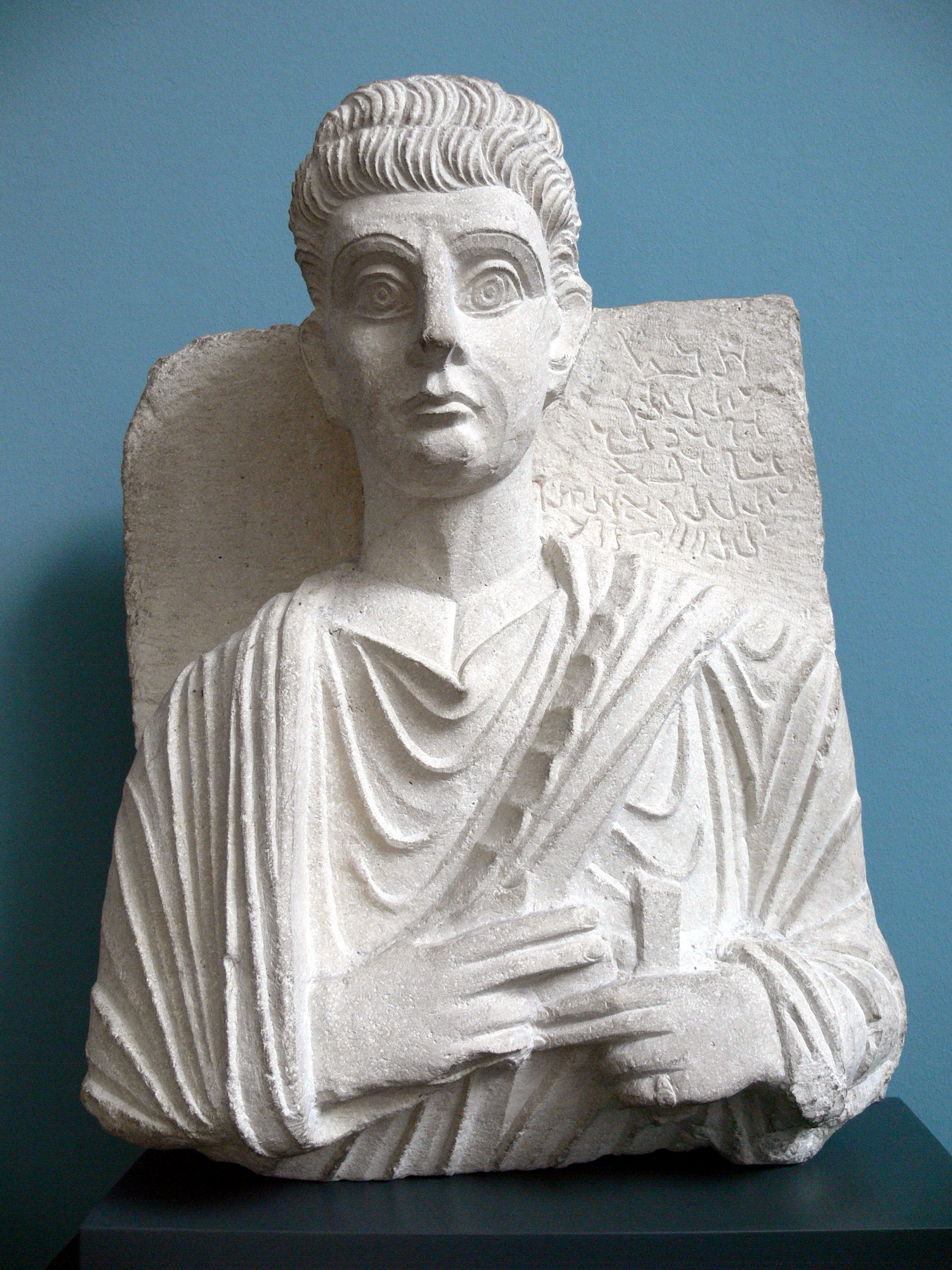
Relief nagrobny Atenatana Guraia (133 r. p.n.e.)
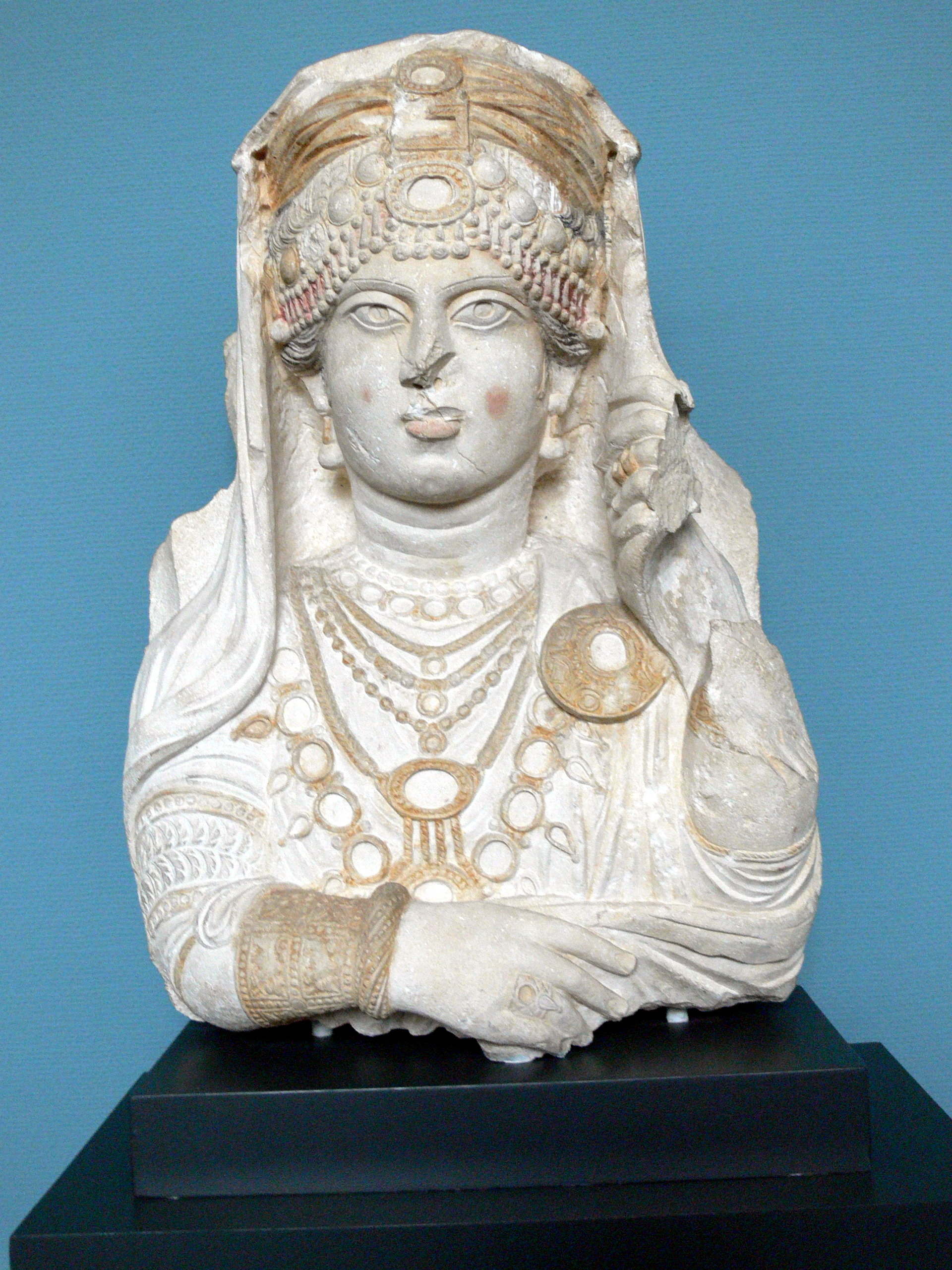
Relief nagrobny tzw. „Piękności z Palmyry” (190–210 p.n.e.)
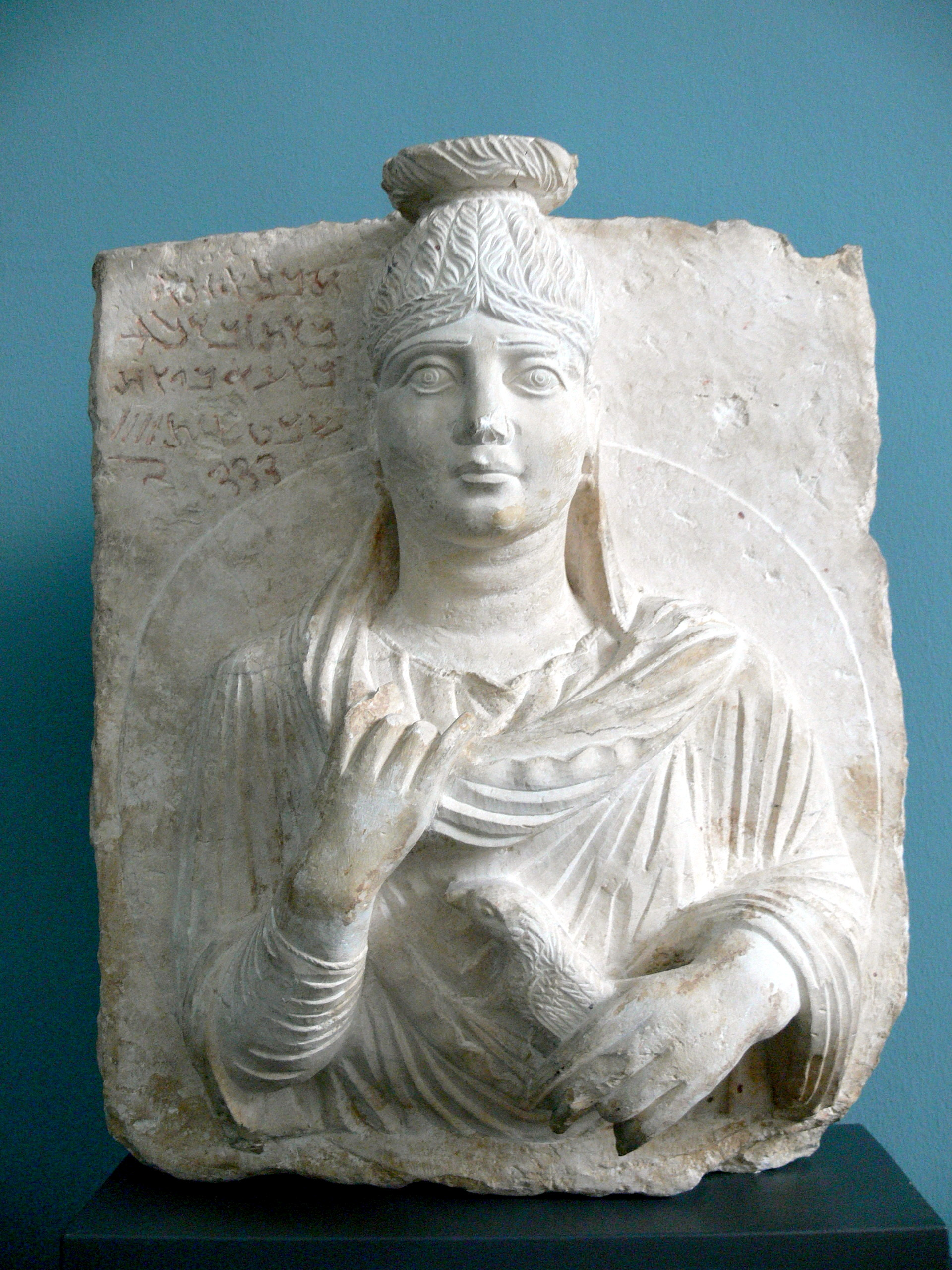
Relief nagrobny Ahy, córki Zabaili (149 p.n.e.)
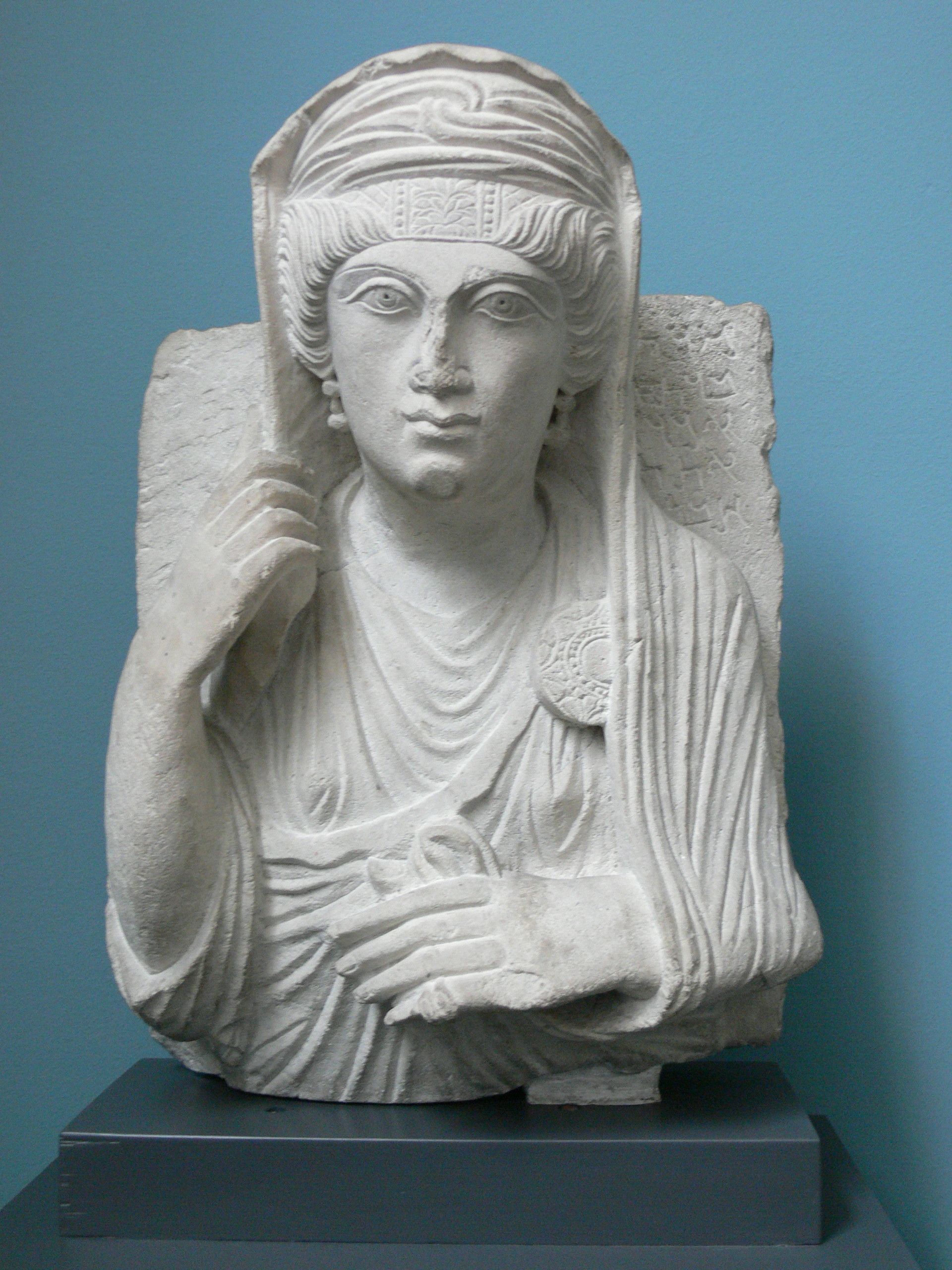
Relief nagrobny damy Marti (170–190 p.n.e.)

### Sztuka francuska
Kolekcja sztuki francuskiej (malarstwo i rzeźba) w zasobach Ny Carlsberg Glyptothek odznacza się najwyższą jakością. Część poświęcona malarstwu prezentuje twórczość przed nastaniem impresjonizmu, sam impresjonizm oraz postimpresjonizm. Dział rzeźby obrazuje rozwój tej formy sztuki we Francji w latach 1830–1900, a zwłaszcza dokonania Rodina i Carpeaux.

#### Rzeźba

##### Rzeźba z lat 1820–1900
W okresie przełomu między sztuką nowożytną a nowoczesną (ok. 1870/90) w świecie rzeźby funkcjonowały różne artystyczne ideały, często sprzeczne ze sobą. Kwestionowano tradycyjne przedstawienia tematów biblijnych i mitologicznych na rzecz czegoś bardziej współczesnego. Inspiracja starożytną rzeźbą grecką i rzymską ścierała się z nowymi możliwościami oferowanymi przez sztukę współczesnego świata. Kolekcja rzeźby Ny Carlsberg Glyptotek ukazuje wszystkie te tendencje poprzez dzieła Meuniera, Carpeaux, Rodina i Degasa, którzy, każdy na swój sposób, usiłowali połączyć tradycyjne motywy z poetyckimi ideałami funkcjonującymi w ich czasach. Ich rzeźby odzwierciedlały warunki egzystencji przeciętnego człowieka XIX w..

##### Rzeźby Edgara Degasa
Degas znany jest głównie ze swych obrazów olejnych i pasteli, ale być może najbardziej ze swej radykalnej rzeźby Czternastoletnia tancerka, która stała się ogromną sensacją i wywołała skandal podczas szóstej wystawy impresjonistów w 1881 w Paryżu. Wykonana w wosku, ubrana w spódnicę i tiulu, z prawdziwymi włosami, tancerka wyróżniała się radykalnie na tle innych współczesnych rzeźb. Opinie na jej temat, zarówno wśród krytyków i publiczności, były bardzo podzielone. Dziś rzeźba ta jest uważana za arcydzieło sztuki współczesnej, szczególnie ze względu na nowatorstwo i zastosowane materiały. Równolegle z obrazami olejnymi i pastelami Degas wykonał na własny użytek dużą liczbę mniejszych figur woskowych. Około 150 tych figur, przedstawiających tancerzy, kobiety w kąpieli i konie, zostało odkrytych w pracowni artysty po jego śmierci. Najlepiej zachowane z nich – mniej więcej połowa – została wykonana z brązie. Jako jedno z zaledwie czterech muzeów na świecie, Ny Carlsberg Glyptotek ma pełną kolekcję figur koni, kobiet i tancerek baletowych i kapiących się kobiet, wykonanych przez Degasa z brązu (ogółem 74).

##### Rzeźby Auguste’a Rodina
Auguste Rodin (1840–1917) jest często postrzegany jako buntowniczy praojciec nowoczesnej rzeźby, choć w rzeczywistości nie buntował się przeciwko ideałom rzeźbiarskim obowiązującym w jego czasach, walcząc jedynie o uznanie Akademii Sztuk Pięknych w Paryżu, do której nigdy nie udało mu się dostać. Był artystą-samoukiem, który opracował unikalną metodę modelowania skomplikowanych form w glinie i gipsie. Wiele z jego najsłynniejszych dzieł było krytykowanych za jego życia. Cechą wyróżniającą twórczość Rodina jest realistyczne, ale i wyraziste modelowanie ciała wraz z wielkim wyczuciem symbolicznej treści motywu. Przełomowy dla popularności artysty okazał się jego udział w Wystawie Światowej w Paryżu w roku 1900.
Carl Jacobsen widział Myśliciela Rodina na francuskiej wystawie w Kopenhadze w 1888 roku, a od roku 1900 zaczął kupować dzieła bezpośrednio od artysty, którego odwiedzał w Paryżu. Kolekcja Jacobsena, składającą się początkowo z 24 rzeźb Rodina wzrosła z czasem do 43.

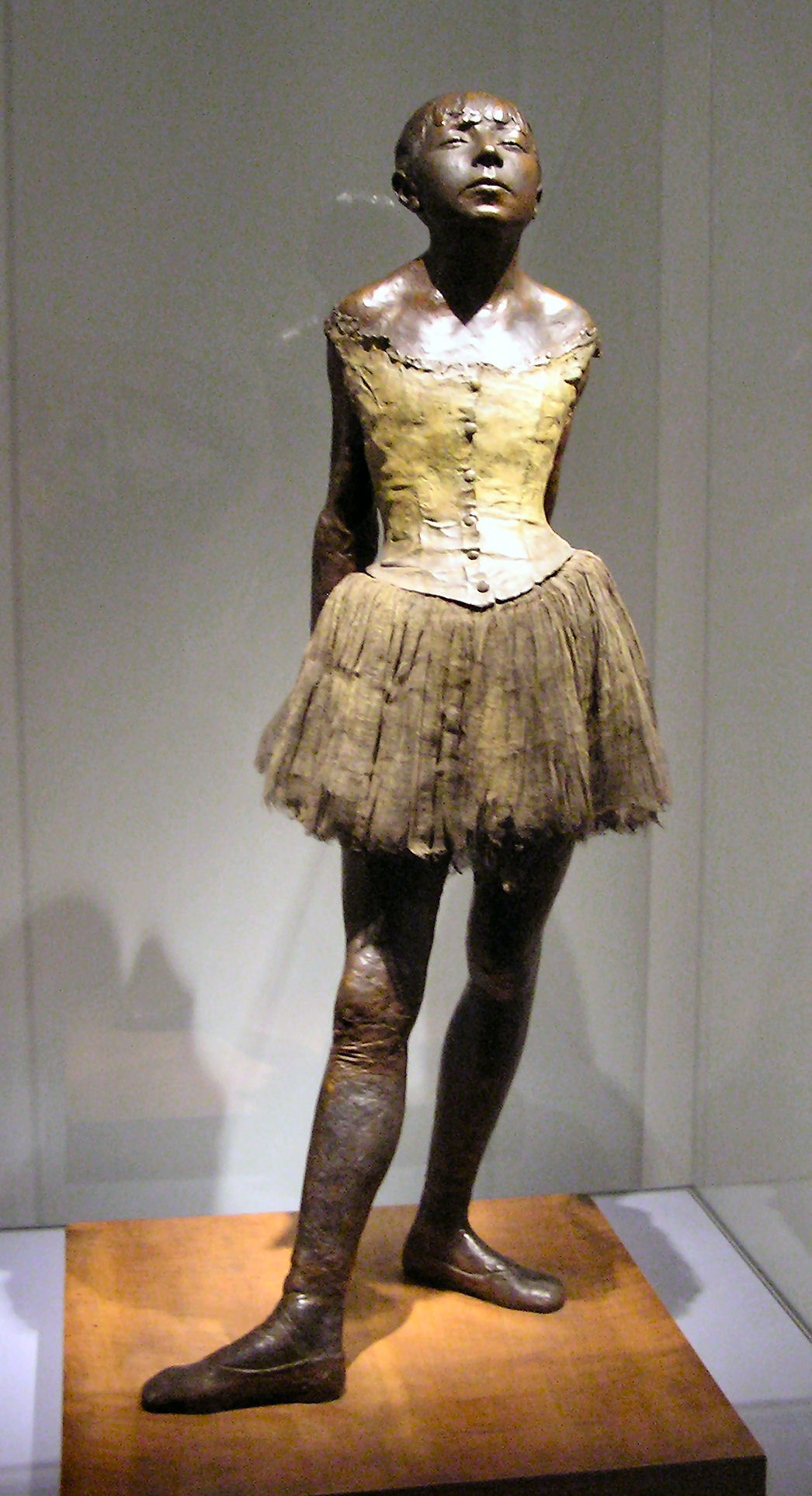
Edgar Degas, Czternastoletnia tancerka
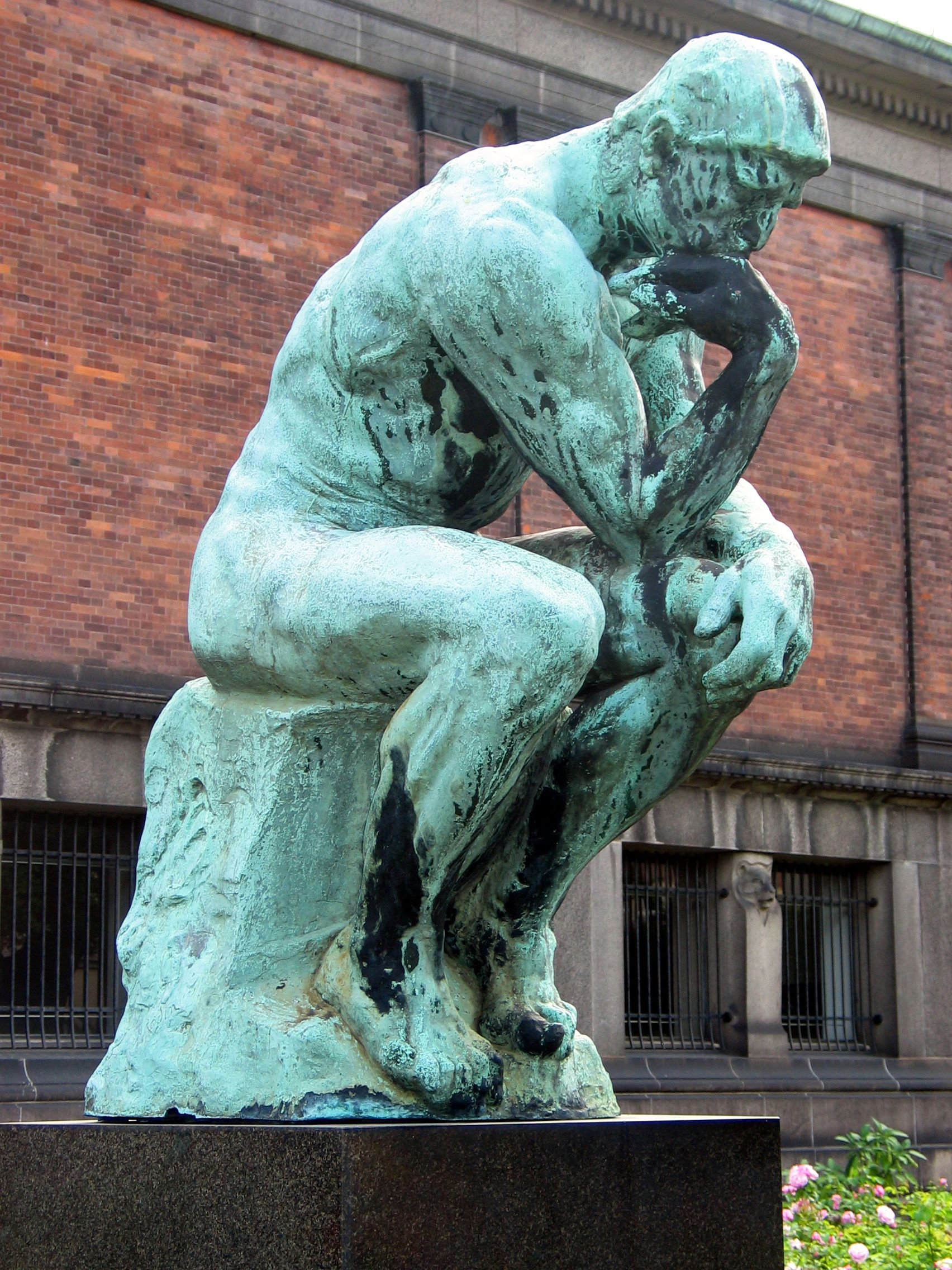
Auguste Rodin, Myśliciel
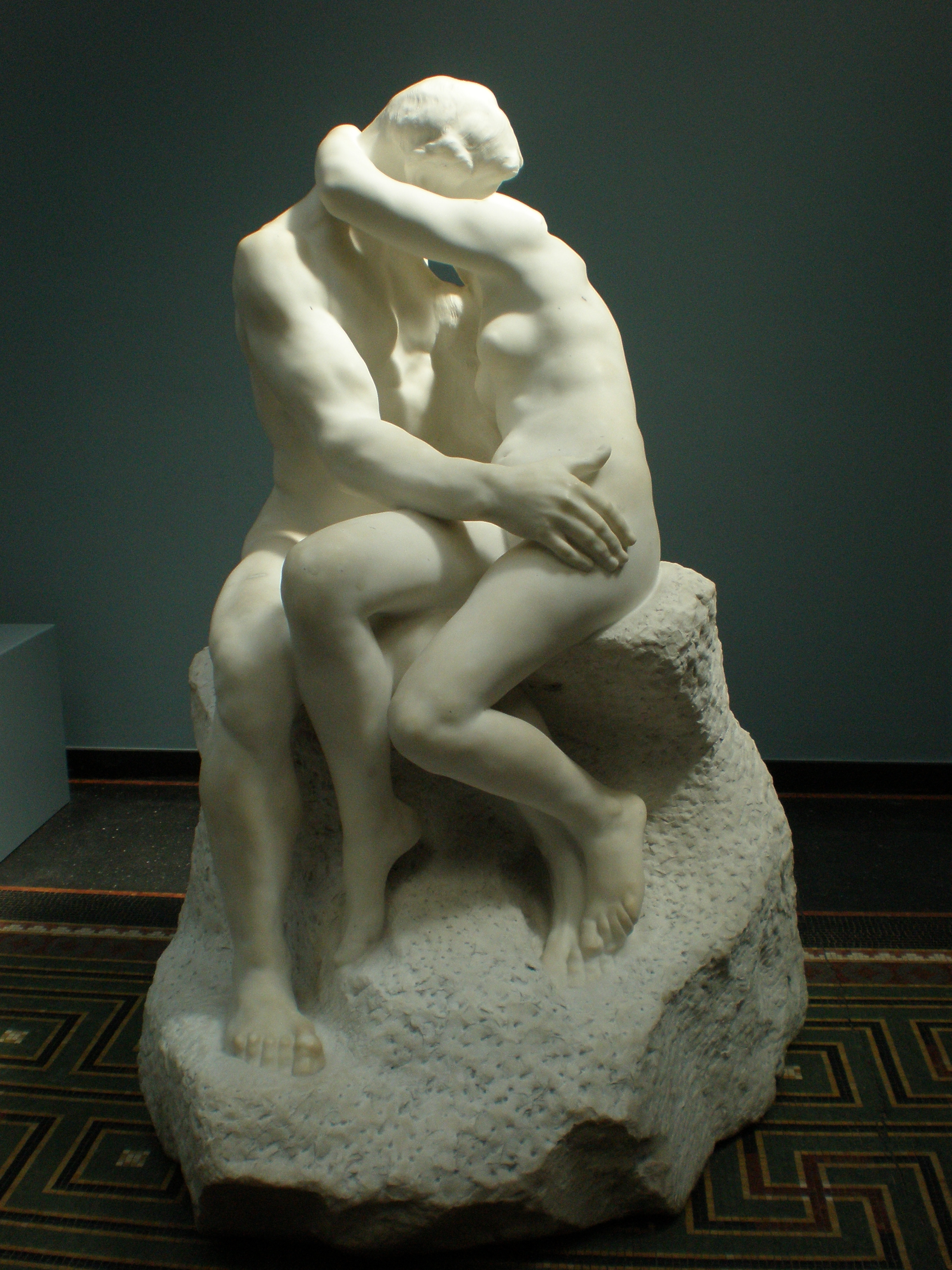
Auguste Rodin, trzecia kopia Pocałunku
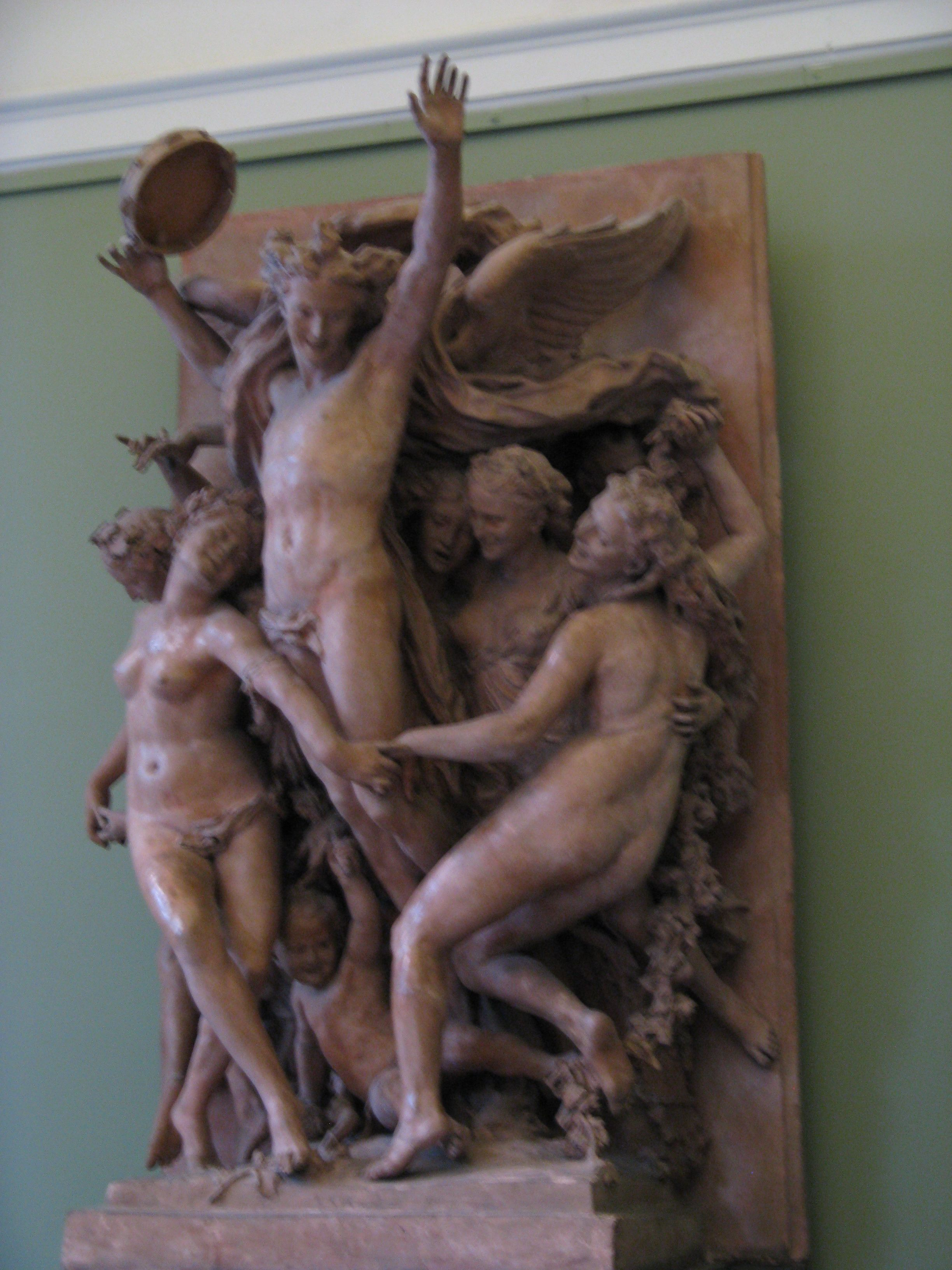
Jean-Baptiste Carpeaux, Taniec

#### Malarstwo

##### Malarstwo z lat 1820–1875
Kluczową rolę w rozwoju malarstwa francuskiego pierwszej połowy XIX wieku odegrali Delacroix (przedstawiciel nurtu romantycznego), David (reprezentant neoklasycyzmu) i Manet. Szereg ich najważniejszych dzieł znajduje się w zbiorach Ny Carlsberg Glyptotek. Ich prace uzupełniają obrazy Milleta, Rousseau, Daumiera, Courbeta i Corota. Obok prac poszczególnych artystów reprezentowane są też artystyczne tendencje poszukujące nowego sposobu patrzenia na świat i przedstawiania go w sztuce: naturalizm, szkoła z Barbizon i realizm. Po 1860 tendencje te przyczyniły się do powstania i rozwoju impresjonizmu.

##### Impresjonizm
W zbiorach Ny Carlsberg Glyptotek znajduje się pokaźny zbiór dzieł impresjonistów: Moneta, Degasa i Pissarro. Kolekcja ta zawdzięcza swoje istnienie głównie Helge Jacobsen, która w 1914 przejęła ją z rąk swego ojca, Carla Jacobsena. Francuski impresjonizm jest ważnym elementem rozwoju malarstwa w kierunku indywidualnej, zmysłowej wypowiedzi artystycznej. Impresjoniści stanowili luźną grupę artystów, których jednoczyło pragnienie zmian w malarstwie. Podobnie jak pisarze tego okresu, Baudelaire, Flaubert i Zola, impresjoniści chcieli pokazywać współczesne życie i kulturę, a nie tematy historyczne czy mitologiczne. Byli pierwszymi artystami, którzy wystawiali swoje prace niezależnie od oficjalnego Salonu w Paryżu.

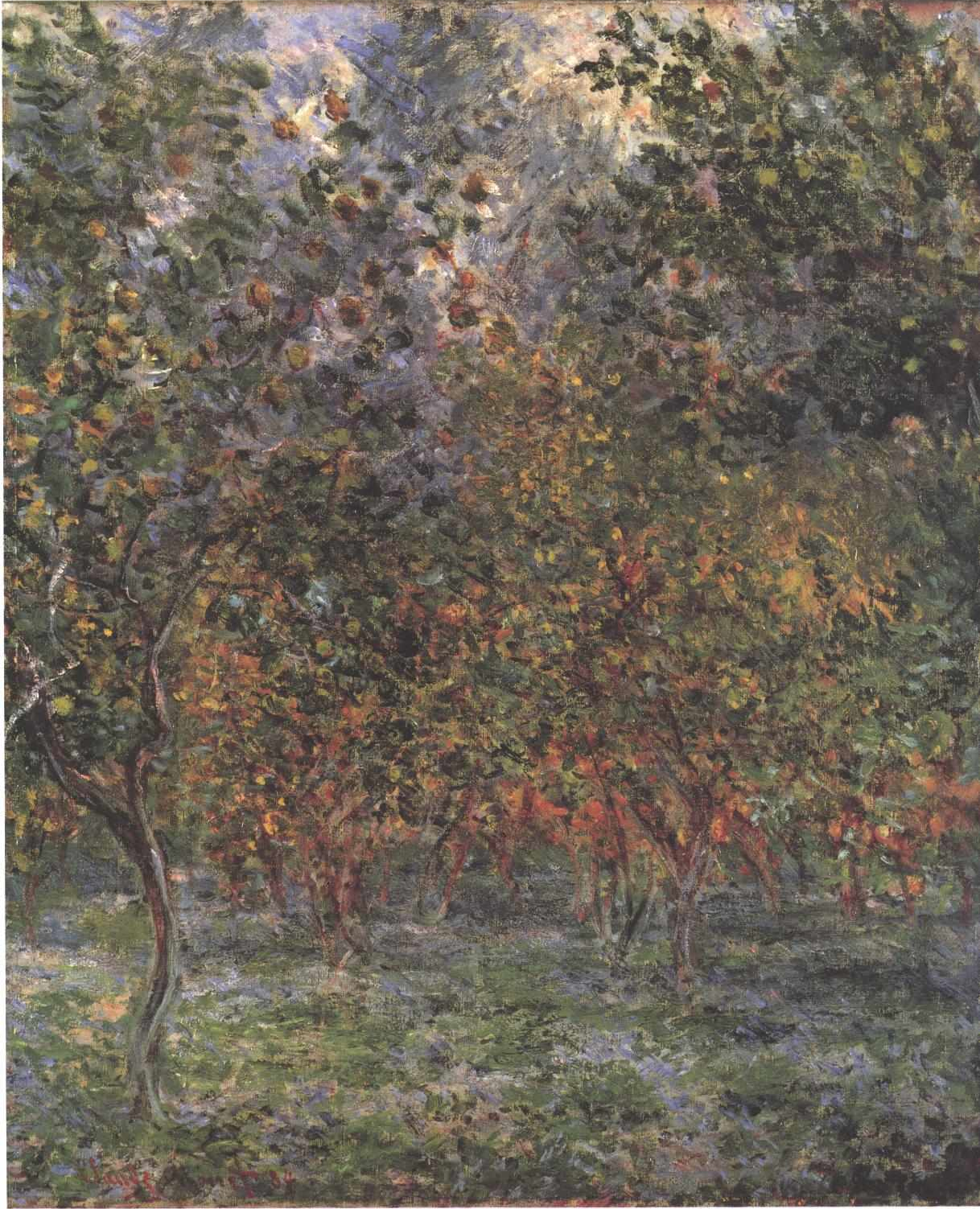
Claude Monet, Drzewo cytrynowe w Bordighera, 1864
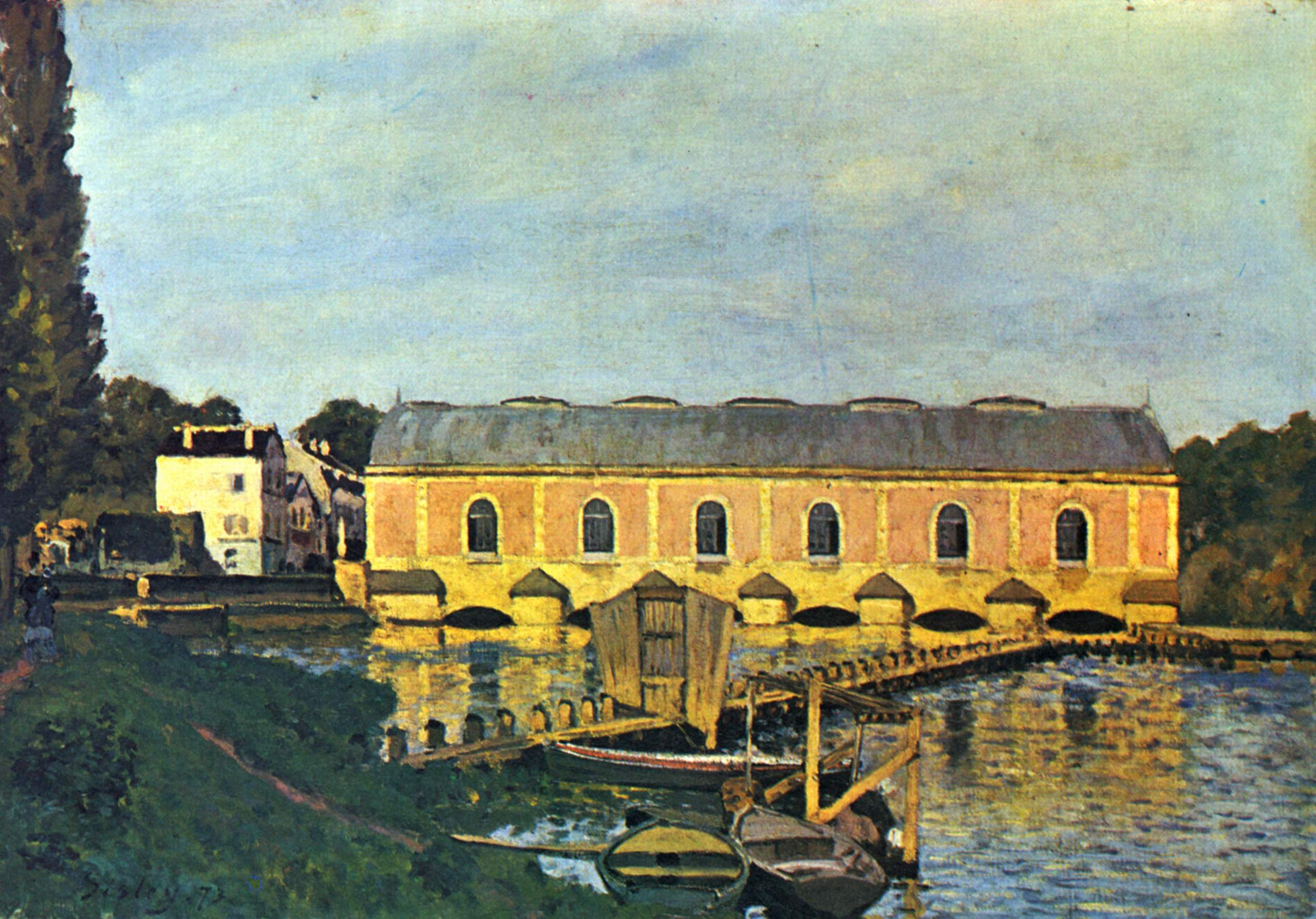
Alfred Sisley, Przepompownia w Marly, 1973
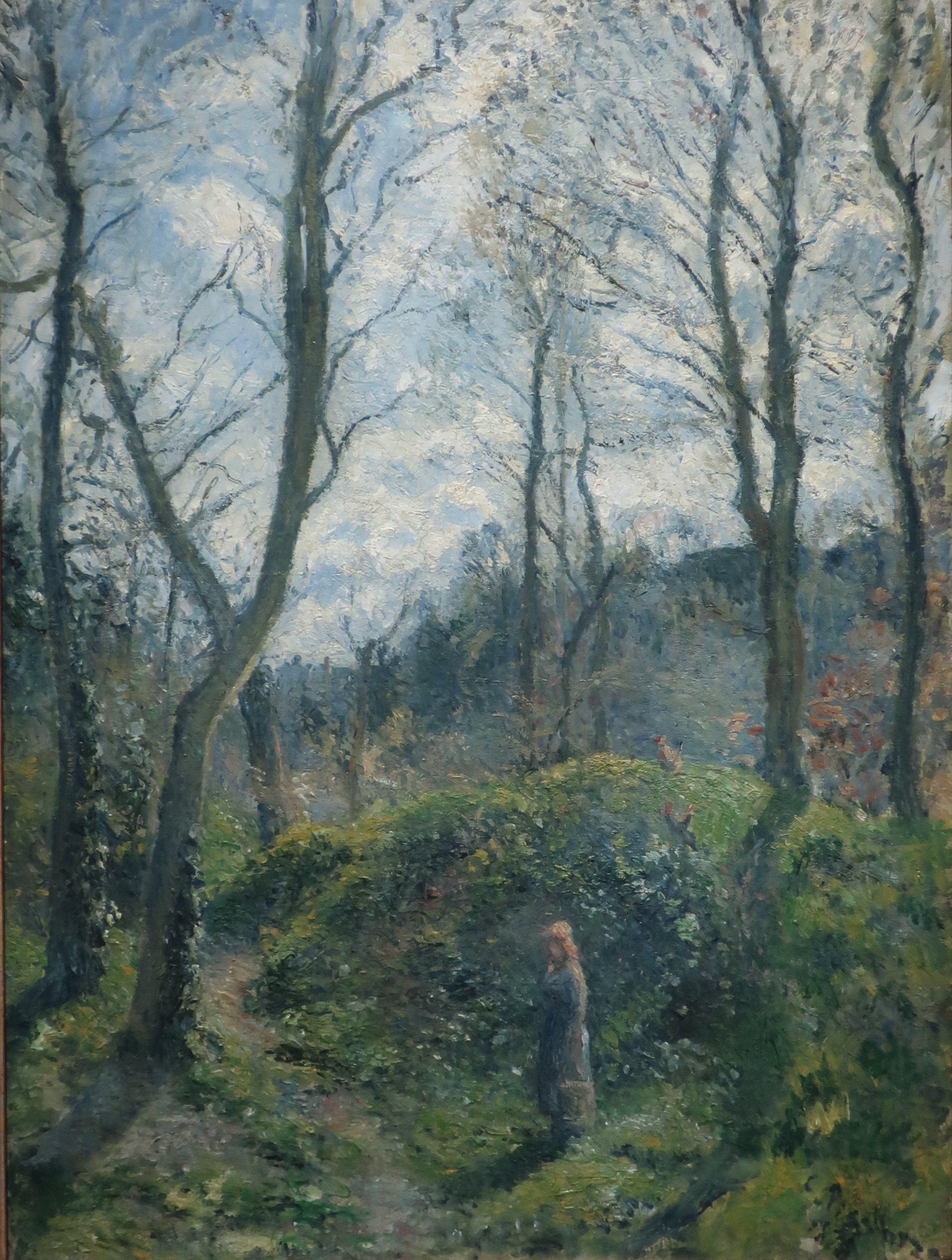
Camille Pissarro, Pejzaż z wielkimi drzewami, 1875
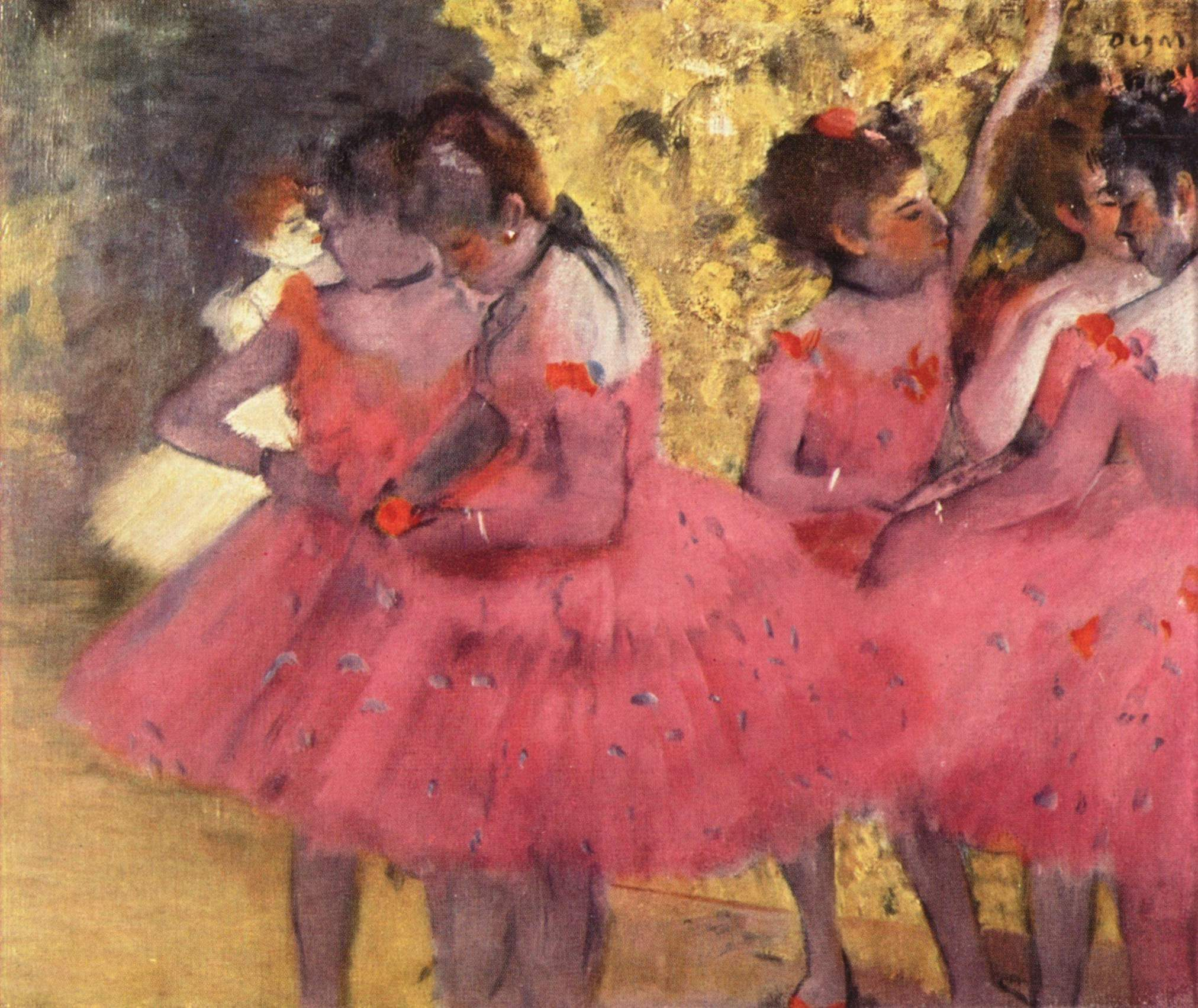
Edgar Degas, Tancerki ubrane na różowo za kulisami, 1884

##### Postimpresjonizm
Impresjoniści utorowali drogę następnemu kierunkowi, rozwijającemu się w latach 1885–1900. Jego przedstawicielami byli Gauguin, van Gogh i Cézanne. Artyści ci nie byli związani akademickimi normami, ale stosowali własne, indywidualne założenia w swojej sztuce, jeśli chodzi o wybór motywu, technikę czy paletę kolorów.

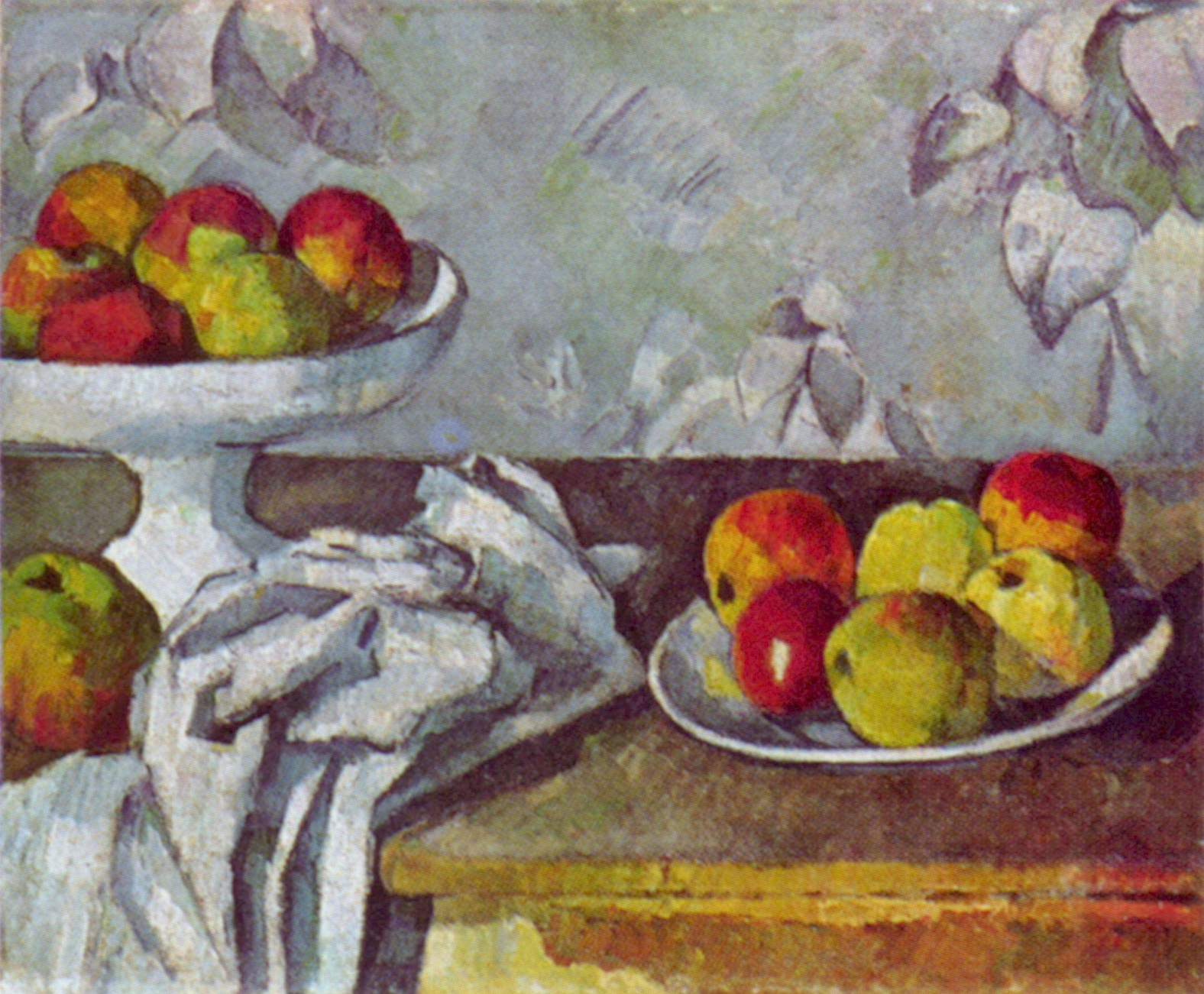
Paul Cézanne, Martwa natura z jabłkami i paterą na owoce, 1879–1882
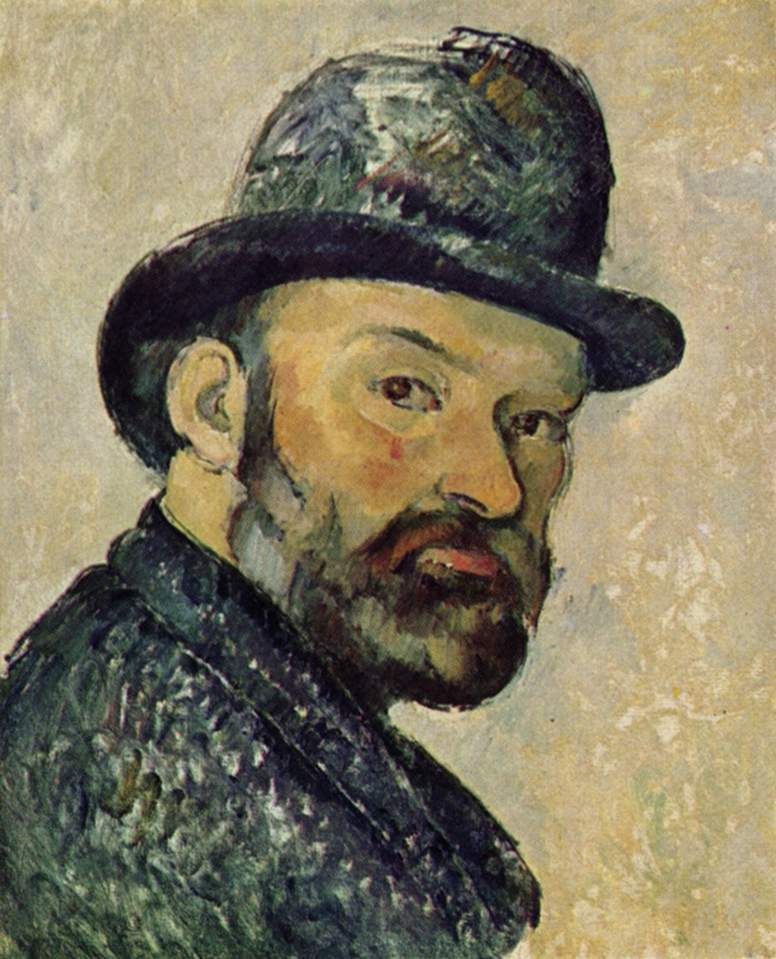
Paul Cézanne, Autoportret, 1883–1887
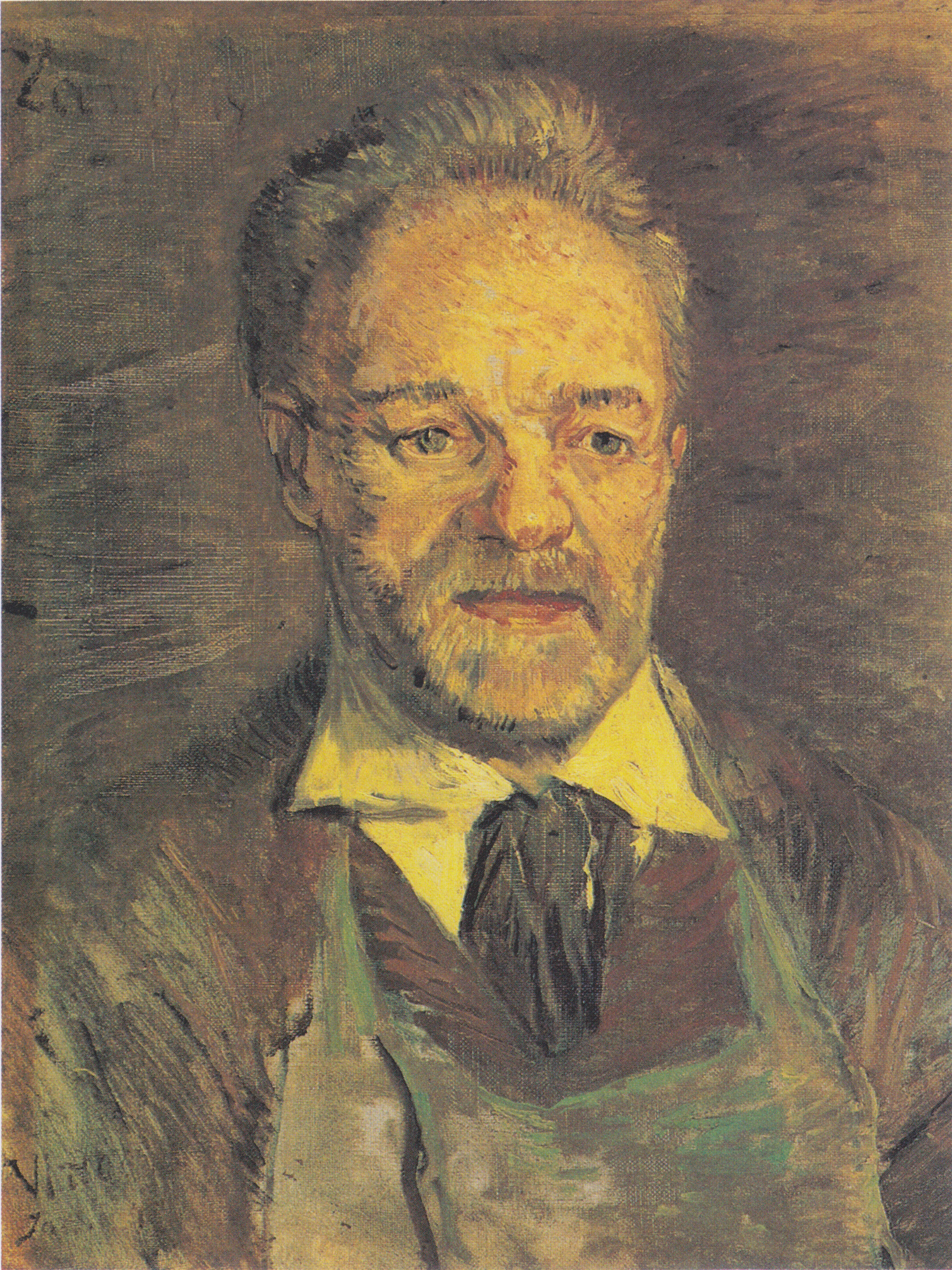
Vincent van Gogh, Portret „Ojca” Tanguy, 1886/1887
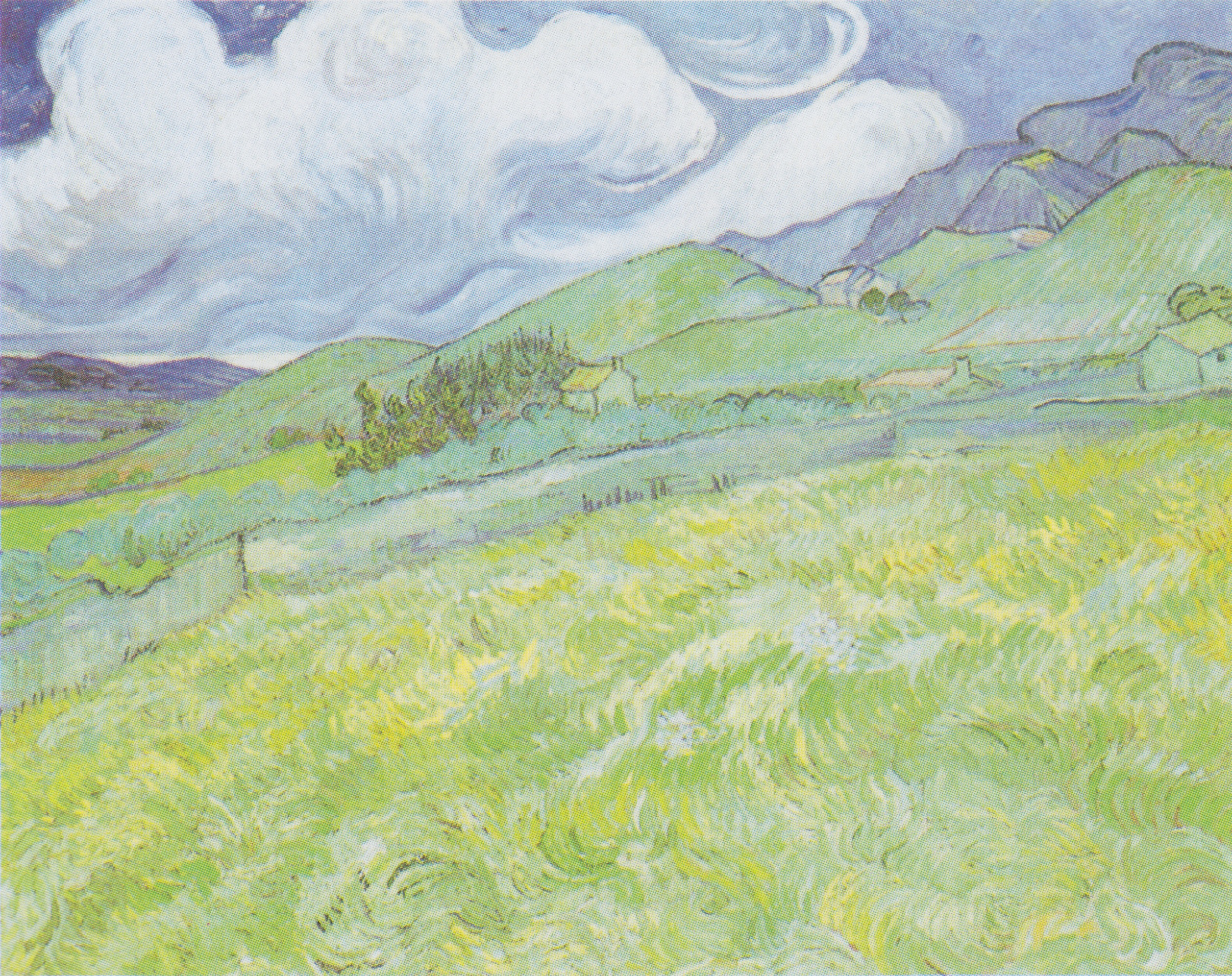
Vincent van Gogh, Krajobraz górski za szpitalem świętego Pawła, 1889

###### Paul Gauguin
W zbiorach Ny Carlsberg Glyptotek znajduje się 46 prac Paula Gauguina, ukazujących cały jego artystyczny rozwój: od okresu paryskiego poprzez Kopenhagę do Bretanii i Tahiti. Gauguin zyskał sławę dzięki obrazom namalowanym na Tahiti w latach 1891–1903, jednak cały jego dorobek ukazuje go jako jednego z pionierów sztuki nowoczesnej. Działalność artystyczną Gauguin zaczął jako amator malujący francuskie pejzaże, ale szybko zarzucił je. W swej twórczości poszukiwał prostych form wyrazu i czystych barw chcąc nadać swym dziełom symboliczne znaczenie wykraczające daleko poza impresjonistyczne przywiązanie do natury. Gauguin stworzył własną specyficzną formę sztuki „prymitywnej” inspirowanej tradycją europejską oraz polinezyjską mitologią i kulturą, odzwierciedlającej człowieczeństwo, erotyzm i tajemnicze głębiny życia.

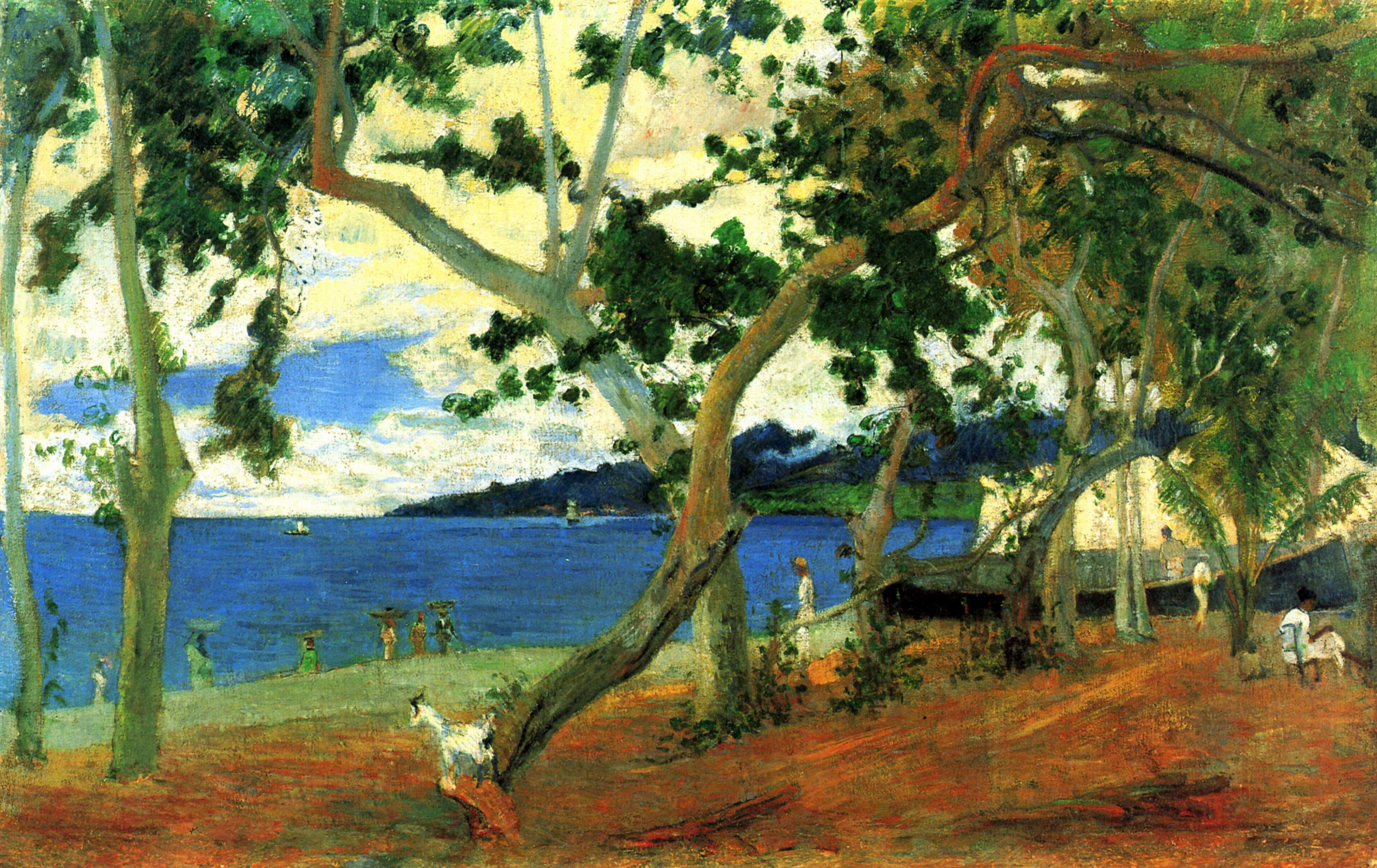
Nabrzeże Saint-Pierre widziane z l'Anse Turin, 1887
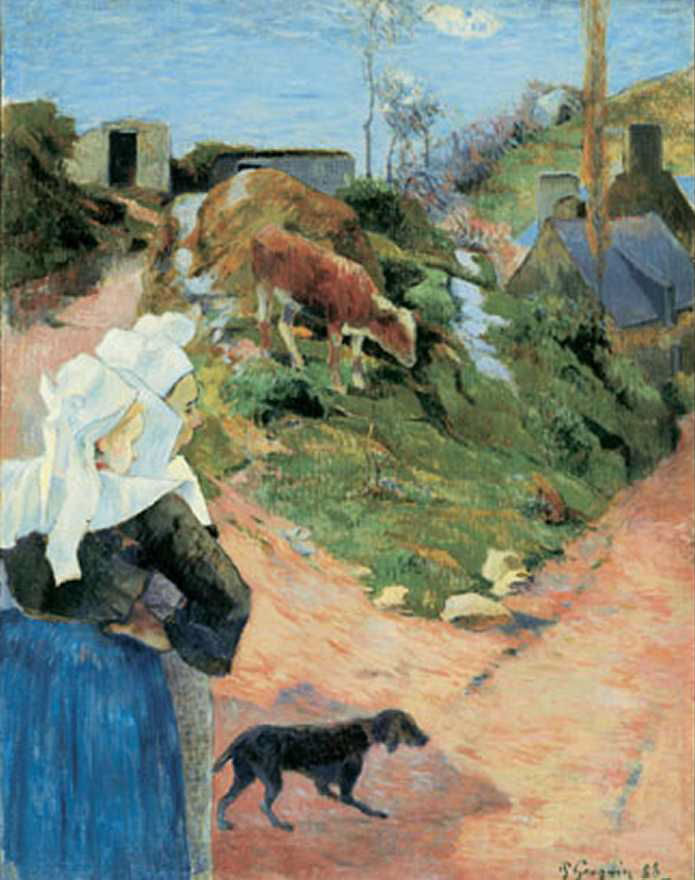
Bretonki i cielę, 1888
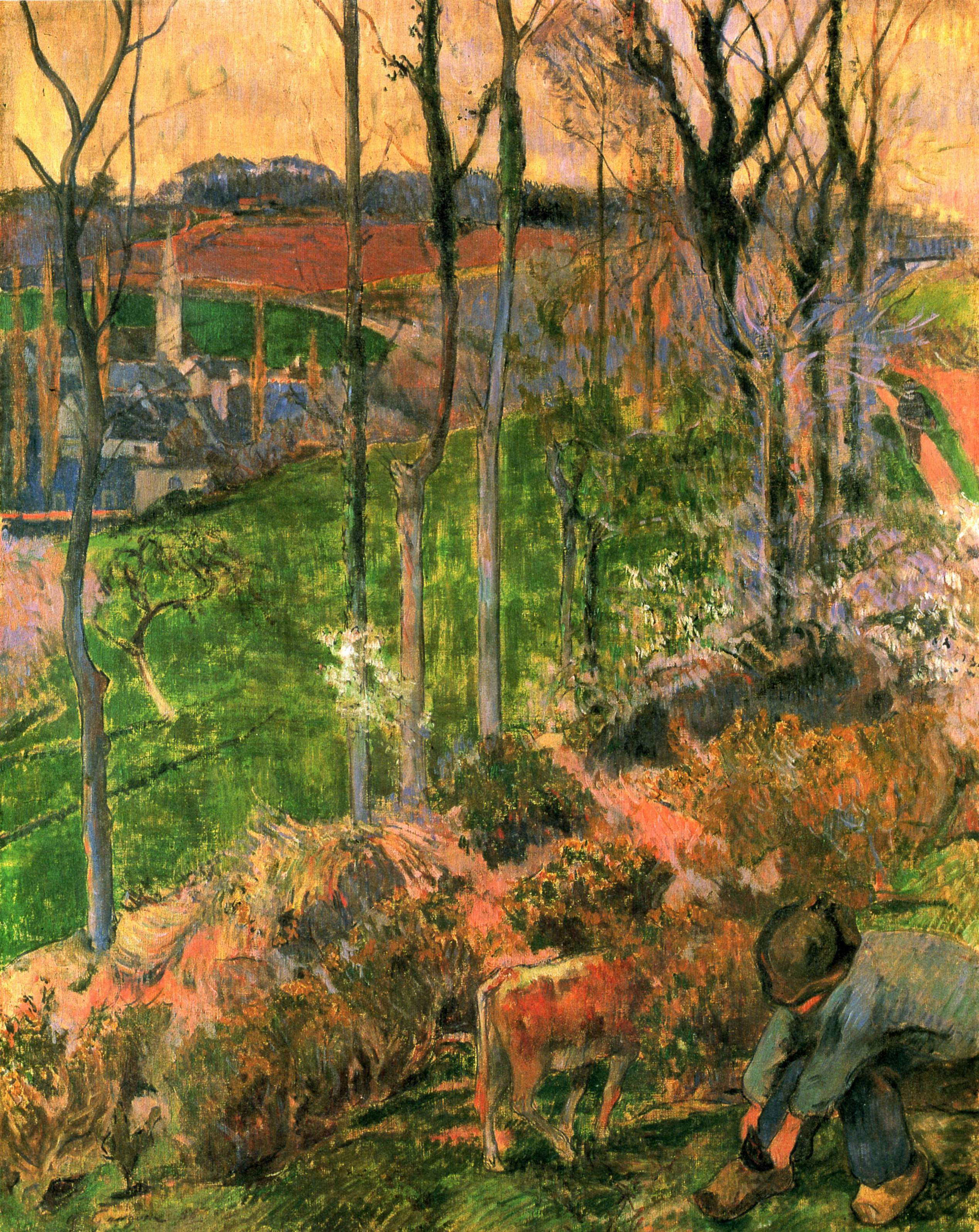
Mały Bretończyk wkładający saboty albo pejzaż Pont-Aven, Bretania, 1888
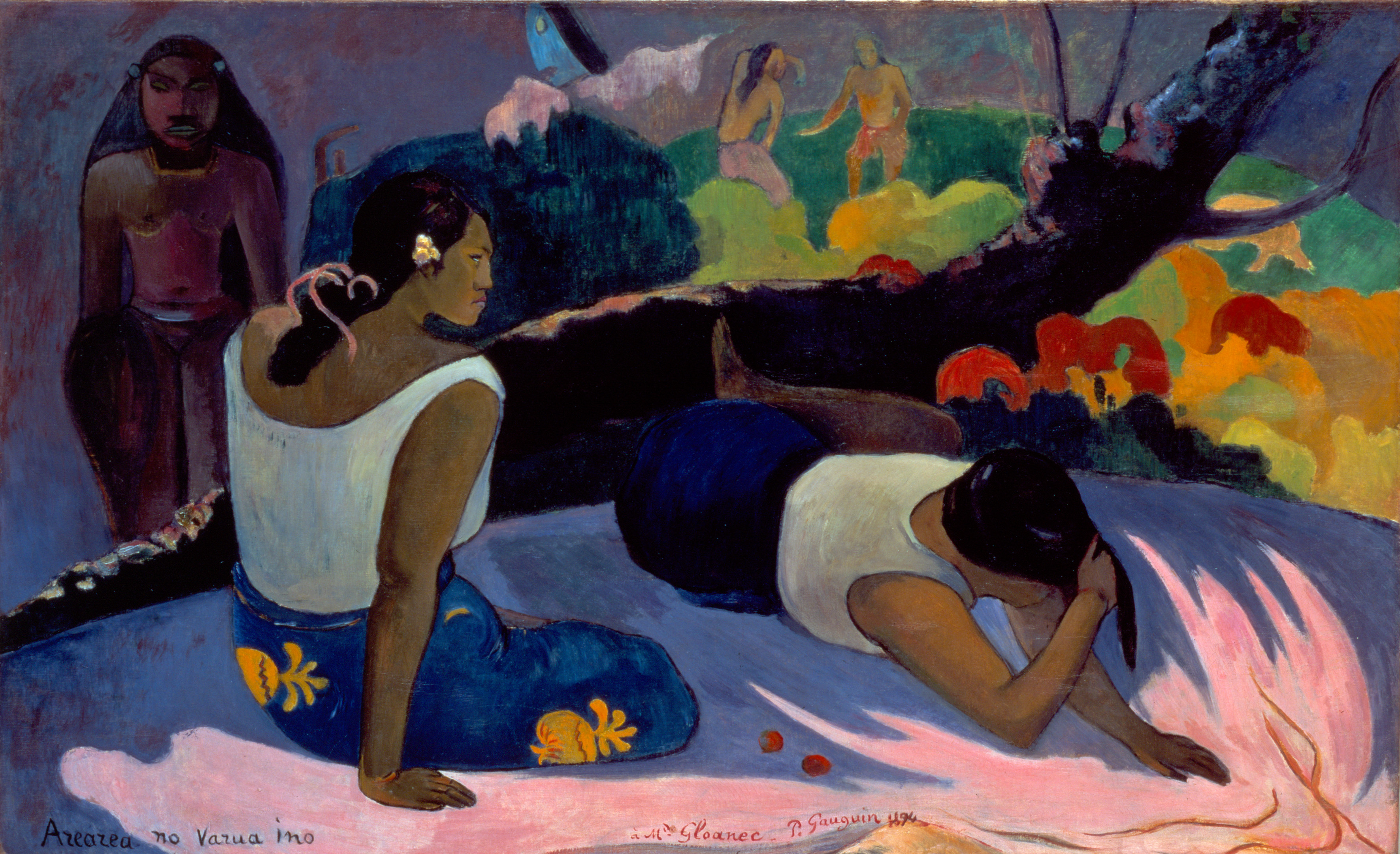
Arearea no varua ino, 1894

### Sztuka duńska
Zbiory sztuki duńskiej (malarstwo i rzeźba) obejmują wiek XIX i stanowią centrum muzealnej kolekcji.

#### Rzeźba duńska po 1850
Założyciel Ny Carlsberg Glyptotek, Carl Jacobsen, żywo interesował się współczesną mu rzeźbą i chciał, aby w jego muzeum były reprezentowane prace najlepszych rzeźbiarzy epoki. W efekcie jego starań powstał pokaźny zbiór dzieł stworzonych przez uczniów Thorvaldsena: Freunda, Bissena i Jerichaua. Kolekcja odzwierciedla dążenie twórców do nowych ideałów i standardów zarówno pod względem motywów i formy rzeźbiarskiej. Ciało człowieka, uformowane z gliny, gipsu i drewna stanowi nową wersję mitologii nordyckiej i moralności biblijnej w sztuce, ze społecznym realizmem jako motywem. Forma i treść zbliżają się do siebie w spirali symboliki w gestach i pozach rzeźb. Dynamicznie skręcone sylwetki, twarze pełne ekspresji i zmysłowa nagość zwiastują początek nowoczesnej rzeźby w Danii.

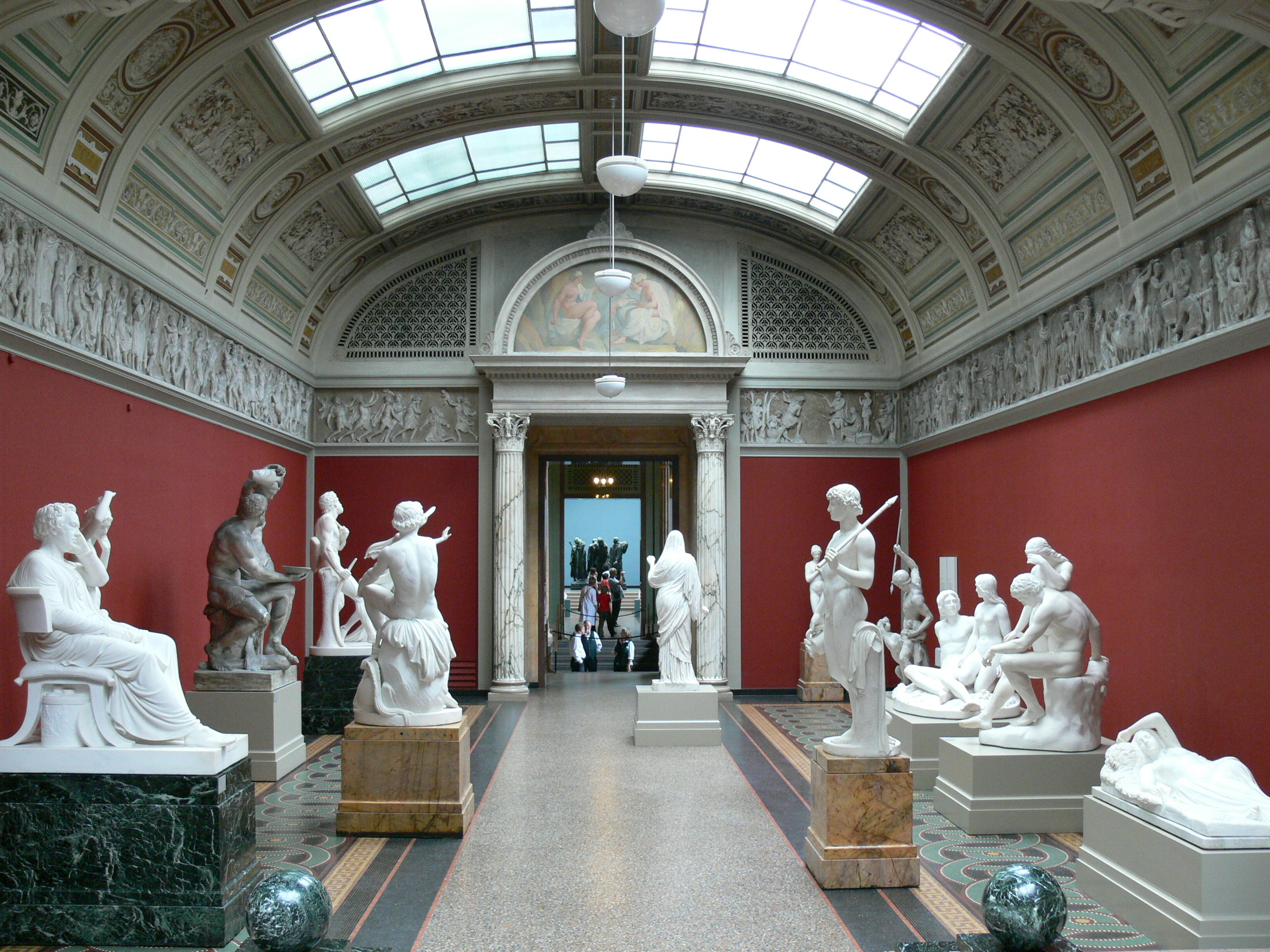
Galeria rzeźby duńskiej
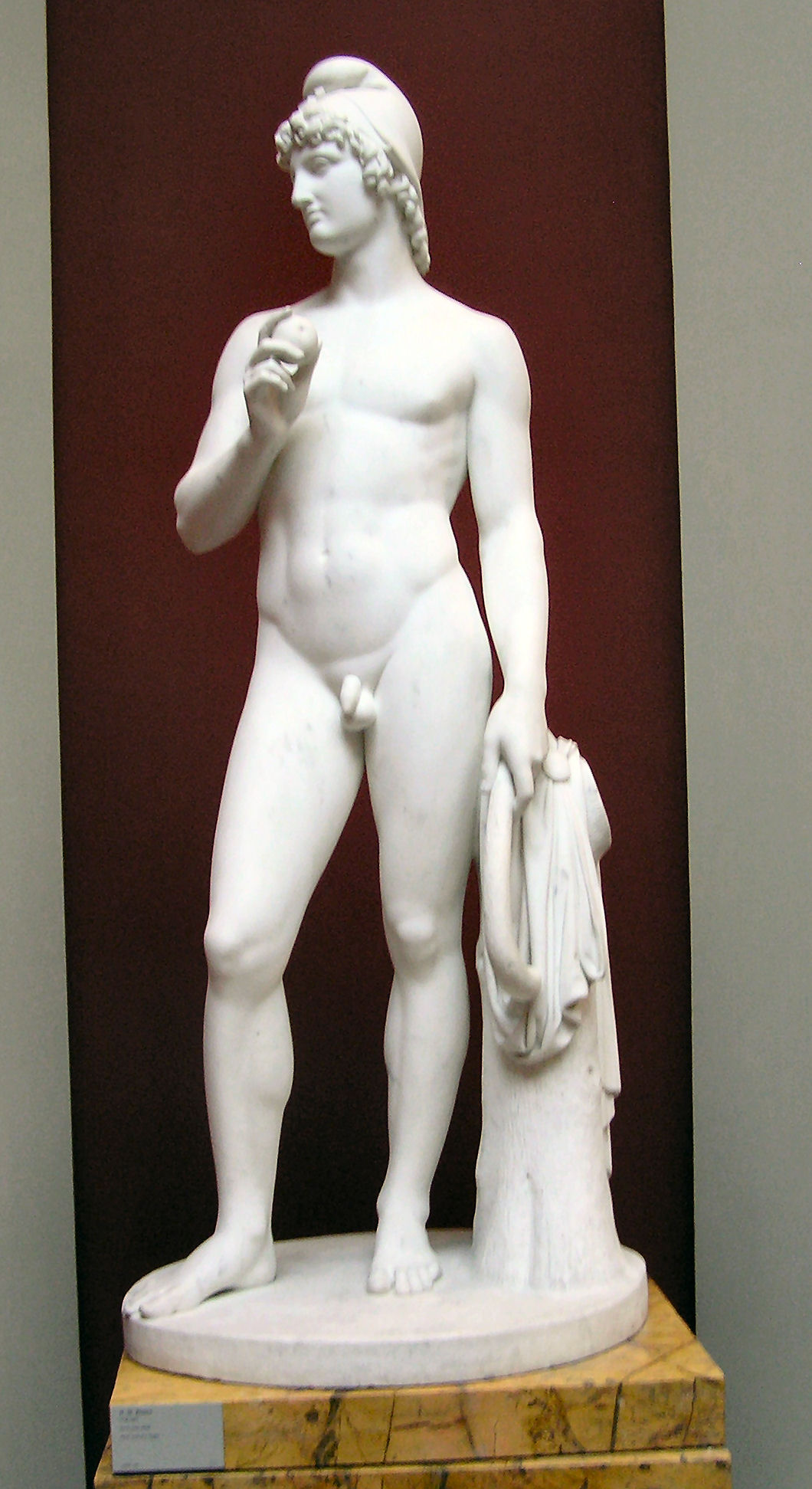
Herman Wilhelm Bissen, Królewicz Parys
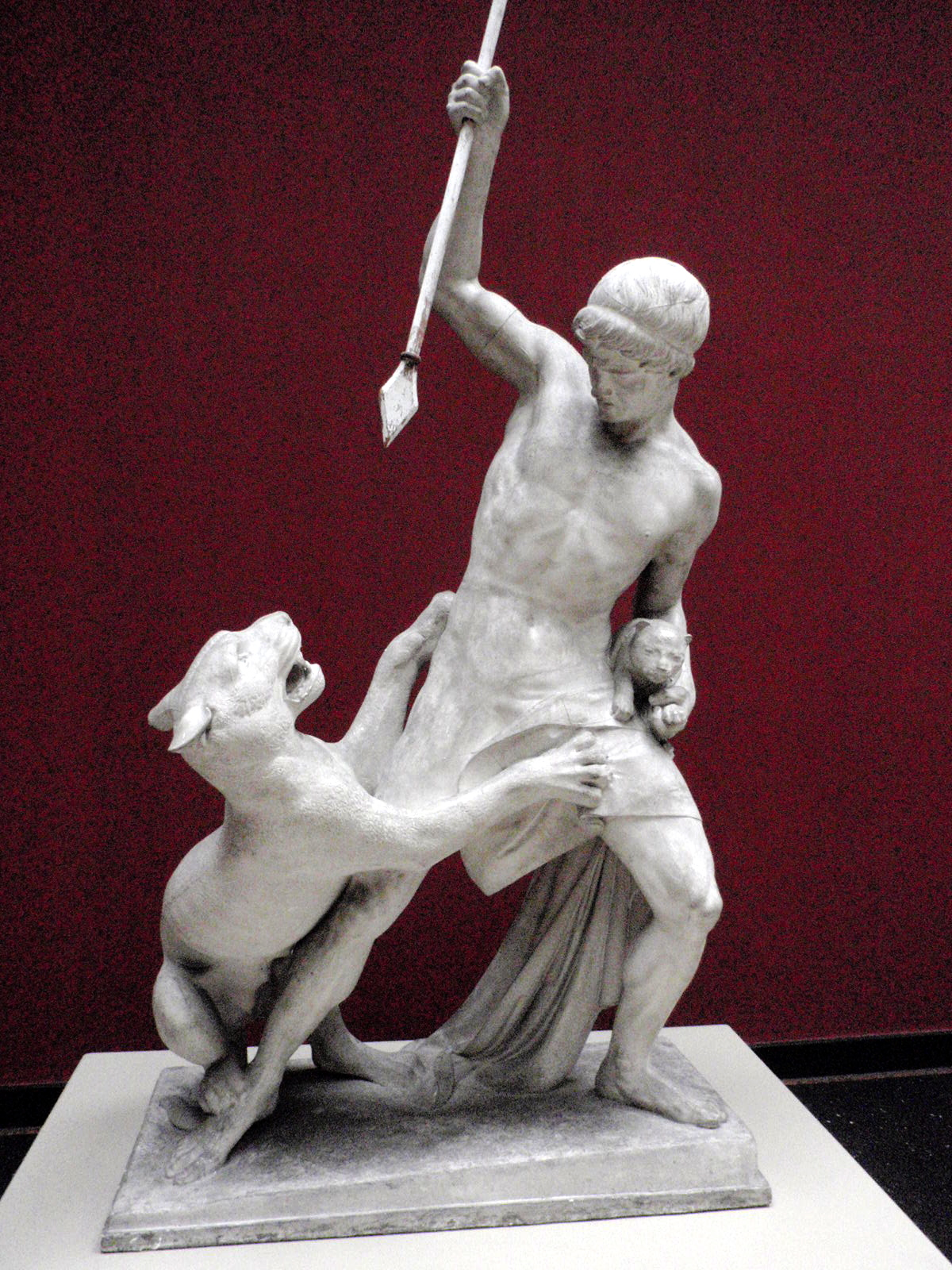
Jens Adolf Jerichau, Polujący na panterę
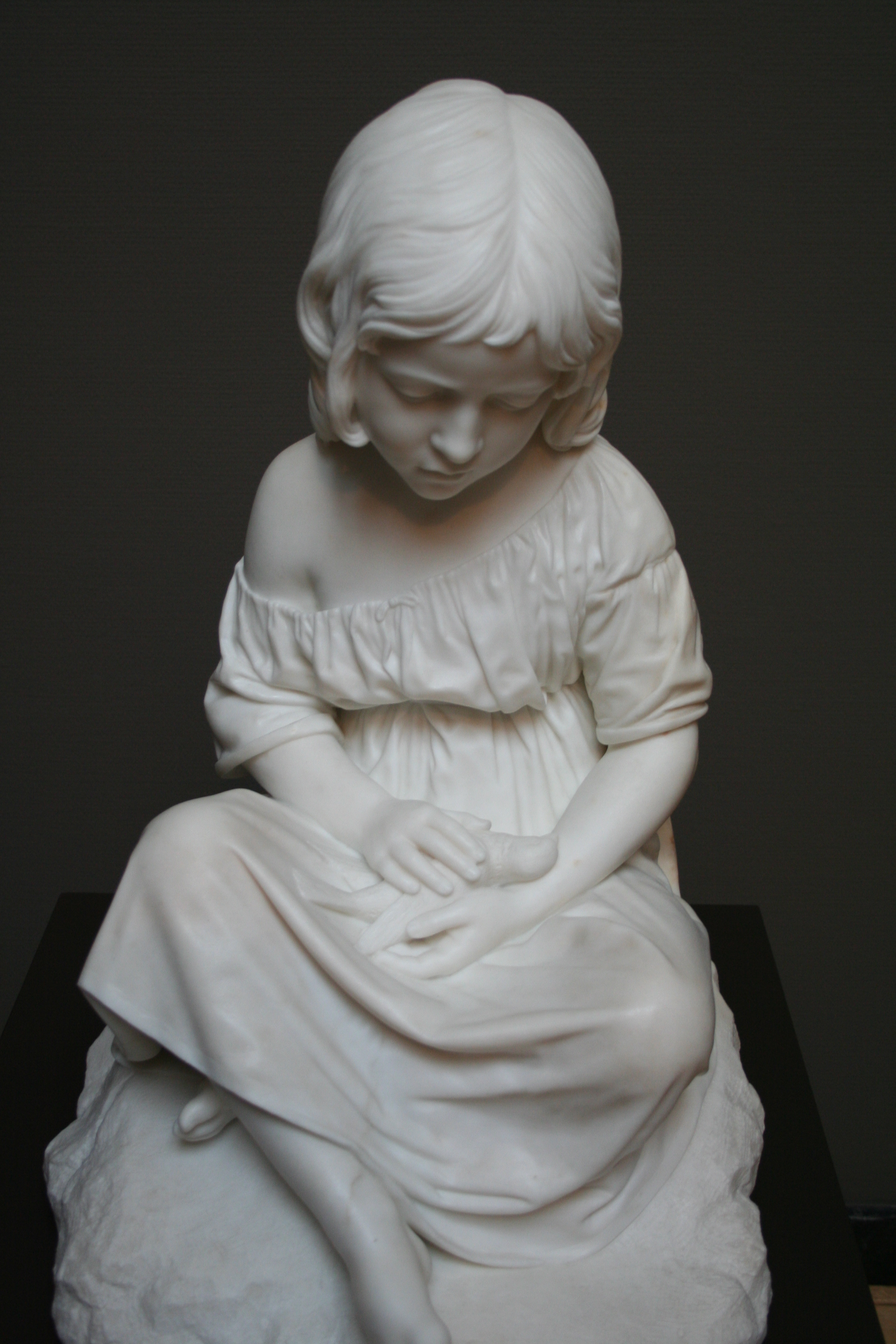
Jens Adolf Jerichau, Dziewczynka z martwym ptaszkiem

#### Malarstwo duńskie
Okres 1800–1860 został nazwany „duńskim złotym wiekiem”, bo był ucieleśnieniem kwitnącego okresu w historii sztuki duńskiej. Kolekcja Ny Carlsberg Glyptotek odznacza się w tym względzie wysokim poziomem, prezentując dzieła takich artystów, jak Jens Juel, Christoffer Wilhelm Eckersberg, Christen Købke i J.Th. Lundbye.
Kolekcja odzwierciedla wyjątkowy okres w duńskiej sztuki figuratywnej, której początek jest związany z zainteresowaniem sztuką i kulturą starożytnego świata, które ogarnęło całą ówczesną Europę. Inspirację czerpano najpierw z Włoch, a później z Grecji. Znaczącą postacią w duńskim malarstwie był wtedy Christoffer Wilhelm Eckersberg, profesor Królewskiej Duńskiej Akademii Sztuk Pięknych w Kopenhadze. Od około 1840 roku sztuka duńska zmieniła się, zarówno jeśli chodzi o jej rolę i charakter; doszły w niej wówczas do głosu idee narodowego romantyzmu, które znalazły dynamiczny wyraz w malarstwie pejzażowym, rodzajowym i historycznym.

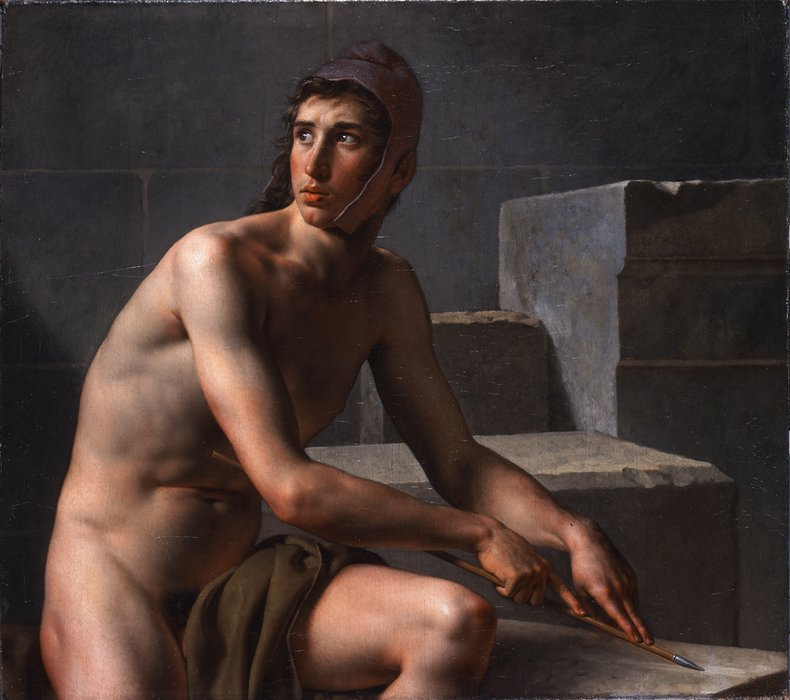
Christoffer Wilhelm Eckersberg, Studium młodego strzelca ostrzącego strzałę, 1812
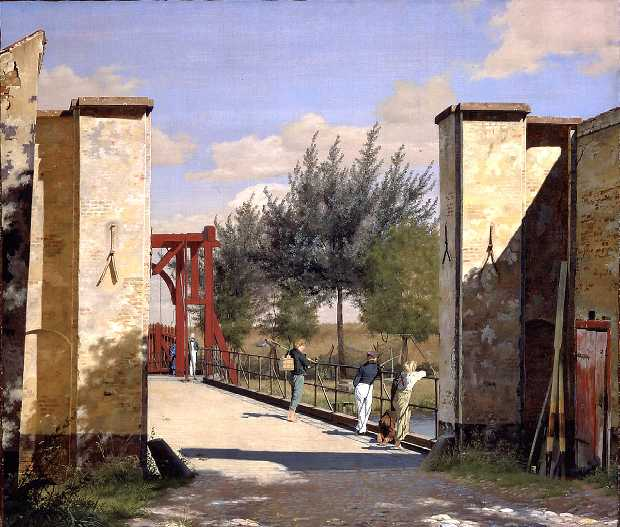
Christen Købke, Północne skrzydło cytadeli, 1834
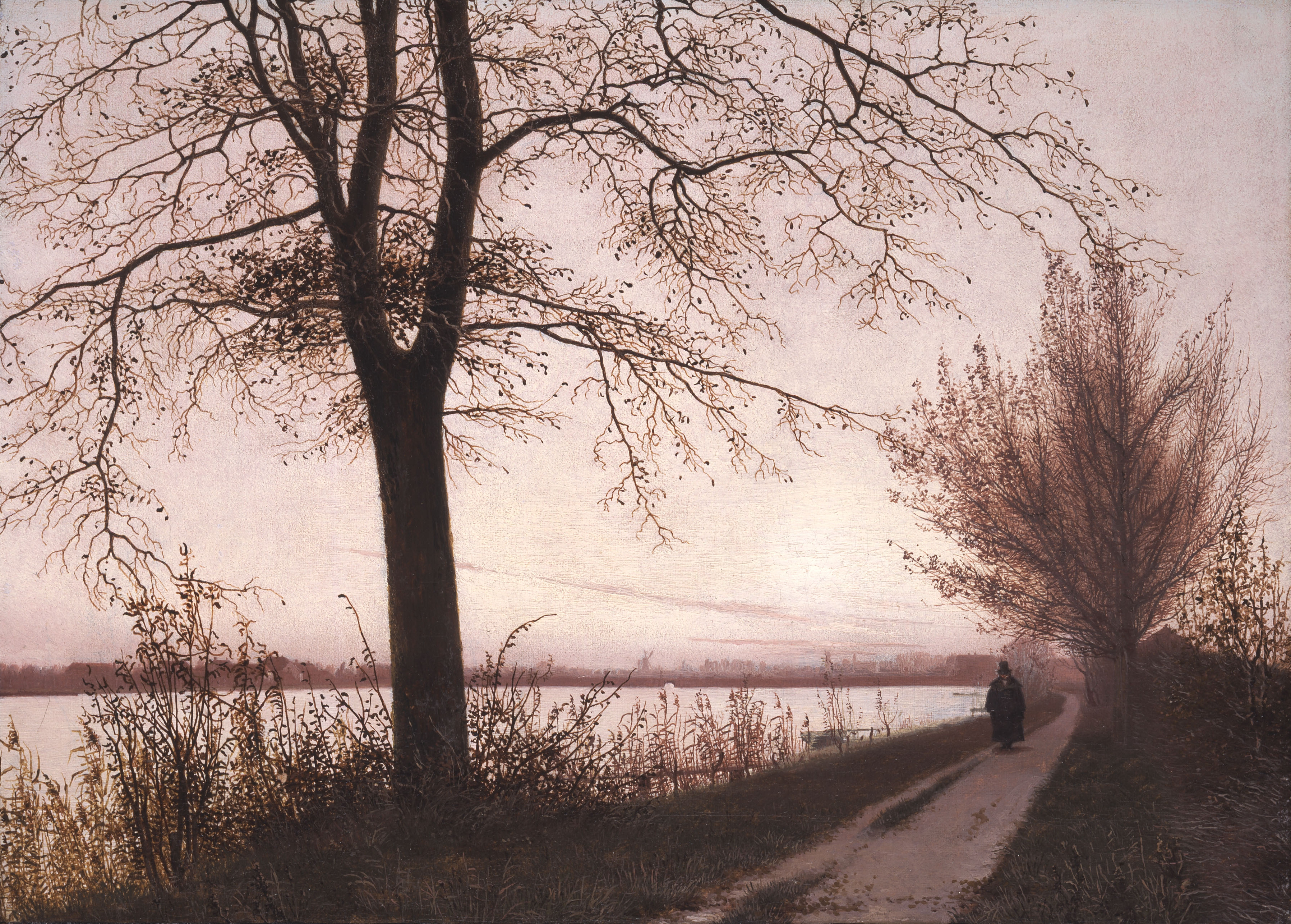
Christen Købke, Jesienny poranek nad jeziorem Sortedam, 1838
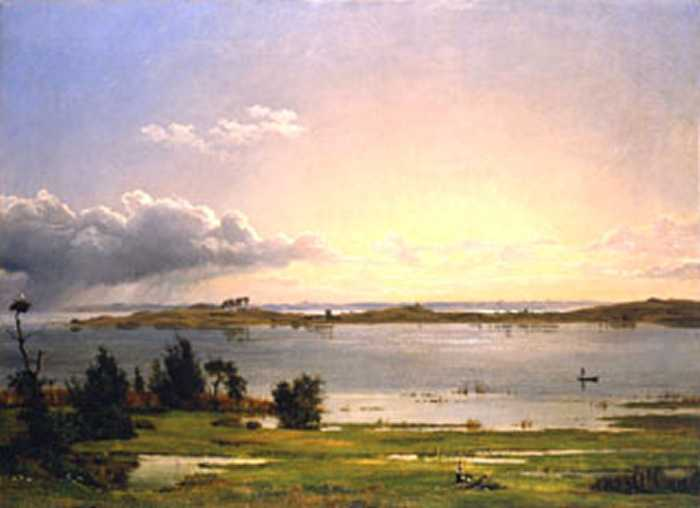
J.Th. Lundbye, Pejzaż Arresø, 1838